# Kinderlied

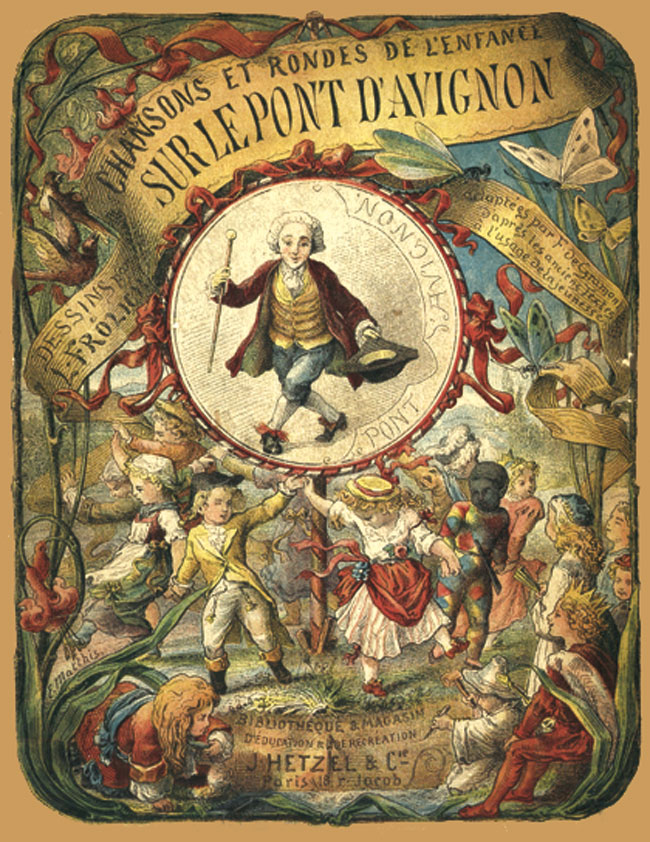
Frans boekje met kinderliedjes (1883).

Een kinderlied is een lied dat gemaakt is voor en/of gezongen wordt door (jonge) kinderen. Ook opzegversjes, traditionele rijmpjes en kinderdreunen worden gerekend tot de kinderliedjes.
Wat betreft inhoud, taalgebruik, melodie en tempo sluit het kinderliedje aan bij de belevingswereld en de ontwikkelingsfase van het kind.
Tot en met de 15e eeuw is er in de Lage Landen zelden iets opgetekend over de praktijk van het zingen van kinderliedjes voor of door kinderen. Uit de 16e eeuw zijn er enkel religieuze kinderliederen overgeleverd en uit de 17e eeuw kennen we tevens een aantal wiegeliedjes. De eerste kinderliedboekjes verschenen aan het einde van de 18e eeuw, vanuit de idealen over opvoeding en onderwijs van de Verlichting. Deze liedjes bevatten veelal een moraal.
De traditionele kinderliedjes die aan het begin van de eenentwintigste eeuw nog altijd in het Nederlandse taalgebied worden gezongen, stammen grotendeels uit de 19e en het begin van de 20e eeuw.
Enerzijds zijn dit liedjes uit de mondelinge overlevering, zoals: 'Alle eendjes zwemmen in het water'; 'In Den Haag daar woont een graaf'; 'Goedenavond speelman'; 'In de maneschijn'; 'Klap eens in je handjes'; en 'Schuitje varen, theetje drinken'. Anderzijds zijn dit liedjes van bekende liedschrijvers en tekstdichters, zoals: J.P. Heije ('Daar zaten zeven kikkertjes'); Jan Goeverneur ('Roodborstje tikt tegen 't raam'); Anna Sutorius ('Onder moeders paraplu'); frater Nicetas Doumen ('Hannes loopt op klompen') en Herman Broekhuizen ('Elsje Fiederelsje').
Vanaf de tweede helft van de 20e eeuw verschenen nieuwe kinderliedjes gewoonlijk op lp of cd (zoals van Burny Bos, Annie M.G. Schmidt, Han G. Hoekstra en Willem Wilmink). De Nederlandse Liederenbank bevat een verzameling van ruim 20 000 Nederlandstalige kinderliedjes, die een indruk geeft van de verscheidenheid en de cultuur-historische waarde van het kinderlied in de Nederlandse taal.

## Zingen met kinderen

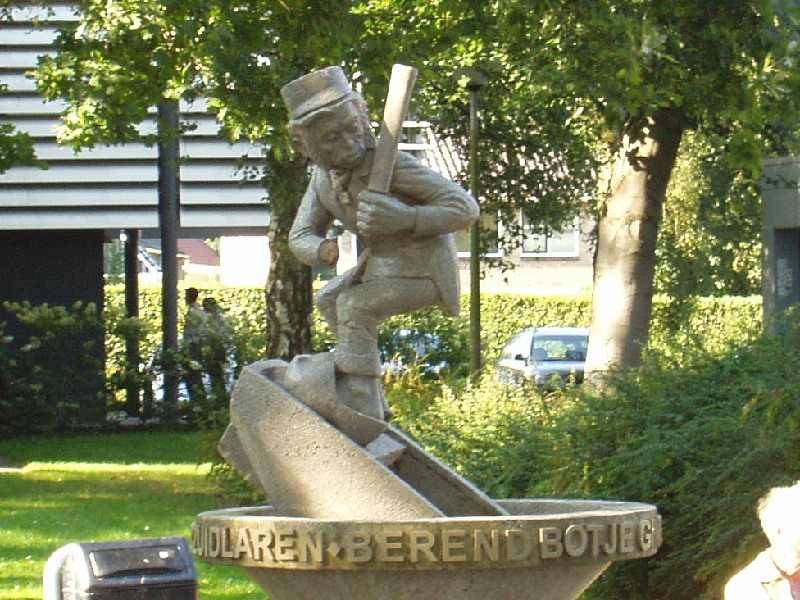
Standbeeld naar het kinderliedje 'Berend Botje ging uit varen' (W.R. Pot, 1967) in Zuidlaren, Drenthe.

Kinderen kunnen kinderliedjes leren van hun ouders, grootouders en verzorgers (die deze uit het hoofd zingen of uit een kinderliedboekje), maar ook van leeftijdsgenootjes of oudere kinderen (op het schoolplein, op straat, enz.).
Daarnaast kunnen er liedjes worden aangeleerd op school (uit liedboeken of schoolliedboeken, maar een school kan ook een zangmethode gebruiken die alle leerjaren beslaat, waarbij kinderen uiteindelijk tweestemmig leren zingen, van blad leren zingen en waarbij er bewust een liedrepertoire wordt uitgebouwd). Ook sommige jeugdverenigingen zingen liedjes met hun leden, vaak uit liedbundels met een aantal vaste, toepasselijke liedjes.
Sinds de tweede helft van de twintigste eeuw kunnen kinderen hiernaast ook in aanraking komen met kinderliedjes door middel van lp's en cd's en ook op radio en tv.
Zo zijn er dus verschillende grote overdrachtslijnen van het kinderlied te onderscheiden door de generaties heen: overdracht binnen het persoonlijke leven, in het onderwijs en door middel van media.
Bij het zingen met kinderen wordt er gewoonlijk met een aantal zaken rekening gehouden.
- Het liedje dat wordt gezongen sluit wat taal, inhoud en tempo betreft aan bij de ontwikkelingsfase en de belevingswereld van het kind.
- Het lied bevat geen te hoge of te lage noten voor de kinderstem.
- Door de tekst op het kind te betrekken, kan diens interesse gewekt worden (bijvoorbeeld: niet 'Altijd is Kortjakje ziek', maar 'Altijd is ons Jantje ziek').

## Het belang van zingen met kinderen
Er is veel onderzoek gedaan naar de invloed van zingen en muziek maken op de ontwikkeling van het kind.
- Liedjes zingen met kinderen kan uiteenlopende dingen betekenen, zoals: persoonlijke aandacht, troost/geruststelling, plezier, iets samen doen met een groep, het uiten van emoties, luisteren naar elkaar, gehoord worden.
- De melodietjes van veel traditionele kinderliedjes zijn, in rustig tempo, voor jonge kinderen al snel mee te zingen; dat geeft zelfvertrouwen.
- Het kan structuur helpen geven aan de dag (bijvoorbeeld liedjes zingen voor het slapen gaan of op vaste momenten gedurende een schooldag).
- Liedjes zingen ondersteunt taalontwikkeling, taalvaardigheid en het vergroten van de woordenschat.
- Ritme, rijm, melodie en intonatie vormen de basis van taal.
- Simpele melodieën leggen de basis voor muzikaliteit en een goed muzikaal gehoor.
- Het helpt om luister- en concentratievermogen te verhogen.
- Feiten in rijmpjes en liedjes worden vaak makkelijk onthouden (abc, tellen, seizoenen, enz.).
- De teksten stimuleren de fantasie.
- Bij muziek hoort bewegen: klappen of dansen (motorische ontwikkeling), een kringdansje of een spelletje (sociale ontwikkeling).
- Zelf zingen en muziek maken hebben beide een meetbare uitwerking op de hersenen: ze dragen onder meer bij aan de integratie van auditieve, visuele, motorische en emotionele prikkels, het sterker verbinden van de hersenhelften en de ontwikkeling van het auditieve systeem (wat zingen bijzonder maakt ten opzichte van piano of viool leren spelen, is dat bij het zingen een kind meteen vanaf de eerste les volwaardig kan meedoen en dat het inhoudelijk uitdrukken door middel van taal en het emotioneel uitdrukken door middel van melodie volledig samen gaan).[2]
- Samen een liedje zingen zorgt voor een sterke verbinding binnen een groep.
- De oorspronkelijke context van een traditioneel liedje verbindt een kind met het culturele en maatschappelijke verleden; niet alleen met de culturele geschiedenis van Nederland in het algemeen, maar ook met directe eigen voorouders die ook deze of zulke liedjes zongen.
- Algemeen bekende liedjes bieden een gemeenschappelijke ervaring en herinnering die verbindend kan werken binnen een maatschappij. Om deze laatste twee redenen worden in bijvoorbeeld het Duitse, Engelse of Franse taalgebied traditionele liedjes dan ook veel sterker gekoesterd dan hier het geval is.

## Verscheidenheid aan kinderliedjes

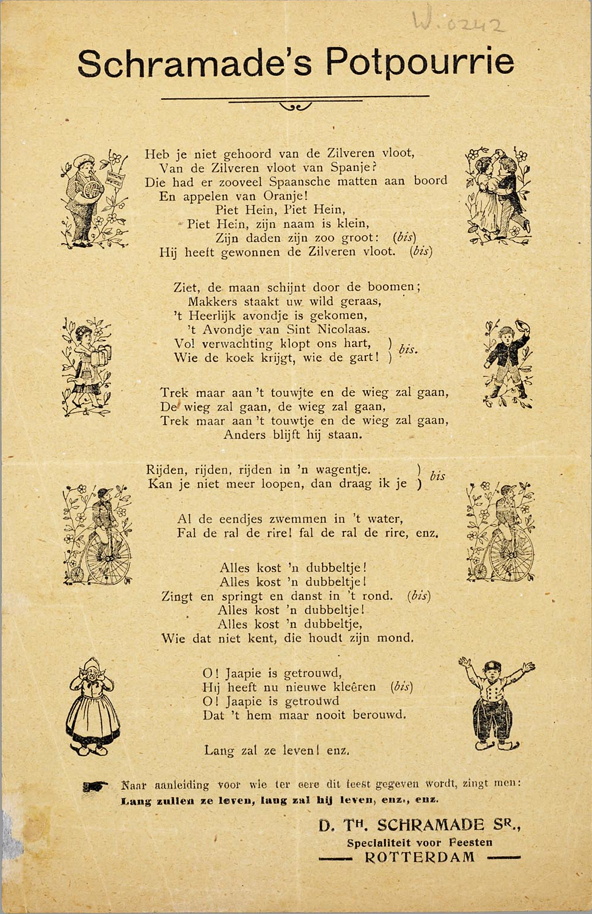
Liedblad (19e eeuw) met verschillende kinderliedjes, zoals: 'Rijden rijden rijden in een wagentje'; 'Alle eendjes zwemmen in het water'; 'Heb je niet gehoord van de Zilveren vloot'; 'Zie, de maan schijnt door de bomen'; en 'Lang zal ze leven'.

In de loop van de geschiedenis zijn er in de Lage Landen een enorm aantal kinderliedjes gemaakt en gezongen: de Nederlandse Liederenbank (Meertens Instituut) bevat een verzameling van ruim 20 000 Nederlandstalige kinderliedjes van de late Middeleeuwen tot de eenentwintigste eeuw. Het archief bevat daarmee de weerslag van een zeer rijke kinderliedcultuur.
Binnen het genre 'kinderlied' doet zich een zeer grote verscheidenheid aan liedjes voor, bijvoorbeeld wat betreft:
- de beoogde doelgroep (wiegeliedjes voor de allerjongsten, peuter- en kleuterliedjes, schoolliedjes)
- subgenres (wiegeliedjes, verhalende liedjes, moralistische liedjes, sint-maartensliedjes)
- de inhoud (liedjes over de herfst, over varen, over kabouters)
- de functie van het lied (knieliedjes, dansliedjes, klapliedjes)
- de ouderdom (van 15e- tot 21e-eeuwse liedjes)
- de verspreiding (geografische verspreiding: regionaal of juist landelijk bekend; en sociale verspreiding: bijv. binnen een zuil)
- de herkomst (van een bekende tekstdichter of juist afgeleid van een volksliedje)
- en de overleveringsgeschiedenis (liedjes die verbasterd zijn geraakt in de mondelinge overlevering of liedjes die direct werden aangeleerd uit schoolliedboekjes), enzovoort.

Op basis van de herkomst en het gebruik van het lied wordt er in het liedonderzoek een grote tweedeling aangehouden. Enerzijds:
- de traditionele, anoniem overgeleverde kinderliedjes uit de mondelinge overlevering; waarbij tijdsgebonden en plaatsgebonden varianten in tekst en melodie zijn ontstaan (die onder het genre volksliedje vallen). En anderzijds
- de kinderliedjes van een bekende liedschrijver of tekstdichter (cultuurliedjes, kunstliedjes)[5], die ofwel zijn geschreven voor de actieve zangbeoefening, ofwel voor een uitvoerende artiest met vaste, bijbehorende instrumentale begeleiding.

Ook inhoudelijk wordt er een grove tweedeling gemaakt, tussen enerzijds
- wereldlijke liedjes en anderzijds
- geestelijke liedjes.

Deze twee grote tweedelingen, op herkomst en inhoud, worden binnen het liedonderzoek ook voor het kinderlied aangehouden, om een eerste grip te krijgen op de grote verscheidenheid.
In het onderstaande onderdeel  Geschiedenis van het Nederlandse kinderlied, dat vijf eeuwen beslaat, wordt deze veelheid aan kinderliedjes per eeuw behandeld, waarbij de ouderdom, herkomst, overlevering en achterliggende idealen per liedje of groep liedjes inzichtelijk worden gemaakt. Ook de daarna volgende Lijst van Nederlandse kinderliedjes is bedoeld om een indruk te geven van de gelaagdheid en verscheidenheid van het Nederlandse kinderlied.
De kinderliedjes worden in dit artikel steeds aangeduid met het incipit (de beginregel), zie daarvoor het artikel incipit (of de hierna volgende voetnoot met toelichting).

## Geschiedenis van het Nederlandse kinderlied

### Vijftiende tot en met de zeventiende eeuw

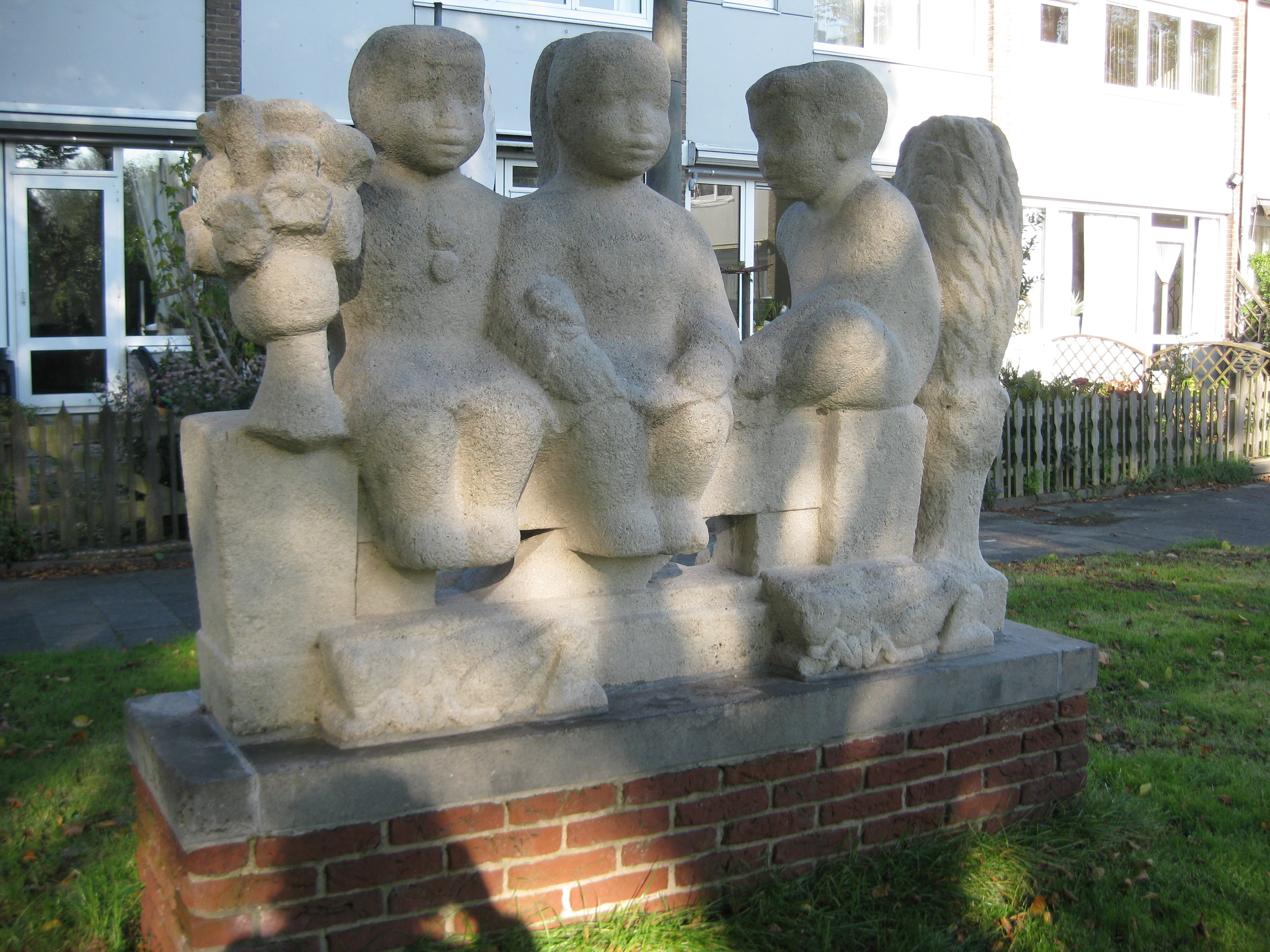
Standbeeld naar Catharina van Rennes' kinderliedje: 'Drie kleine kleutertjes' (Joop Hilbers, 1958) in Amsterdam-West.

Het oudste liedje in de Nederlandse Liederenbank (Meertens Instituut) dat is opgetekend met de uitdrukkelijke vermelding "kijnder zang" (kinderzang) stamt uit de vijftiende eeuw (hs. Brugge, ca. 1480-85). Boven het liedje staat vermeld: 'Ende de kinderkins van vlaenderen zonghen een liedekin' (En de kindertjes van Vlaanderen zongen een liedje). Het incipit luidt: 'Wij willen hebben tonsen kyese / eenen heere den vlaemschen vriese'. De tekst verwijst naar een historische figuur, de middeleeuwse graaf Robrecht de Fries.
Uit de zestiende eeuw zijn alleen religieuze kinderliederen overgeleverd, waaronder gebeds-, vermaan- en schoolliederen. De meeste van deze liedjes zijn opgenomen in religieuze liedboeken. Opschriften boven (of aanduidingen bij) het liedje, geven dan aan dat het een lied voor kinderen betreft. Enkele voorbeelden van kinderliedjes uit de zestiende eeuw zijn een liedje voor bij de kinderpreek: 'Een Liedt datmen singt voor het kinder Sermoon' (1567); een kinderlied voor het nieuwe jaar: 'Een cort Liedeken voor die Juecht, datmen singhen mach opt nieuwe Jaer' (1565); en een liedje dat aan het einde van een schooldag kon worden gezongen: 'Een Avont Liedt voor die Kinderen in der Scholen' (1565).
Daarnaast zijn er twee kinderliederen overgeleverd in een 16e-eeuws schoolmeesterboek (Den regel der Duytsche Schoolmeesters, 1591). Het eerste is een religieus vermaanlied, bedoeld om elke zaterdag te zingen; het tweede is een geestelijk nieuwjaarslied, dat naar het kerst- en driekoningenverhaal verwijst.
Uit de zeventiende eeuw zijn er, vergelijkbaar met de eeuw ervoor, een heel aantal religieuze kinderliederen overgeleverd. Daarnaast zijn er echter in deze eeuw ook wiegeliedjes opgetekend in veelal wereldlijke liedboekjes: liedjes om de jongste kinderen te troosten of tot rust of in slaap te wiegen.
Een voorbeeld hiervan is het wiegeliedje 'Gebakeloerd nu is myn lieve popje kleen' (onder de titel 'Wiech-liedt', 1625). Hierin geeft een moeder haar kind de borst, kust haar kindje (dat ze aanspreekt met kooswoordjes als 'myn lieve popje kleen', 'myn al' en 'myn lammetje') en probeert hem of haar in slaap te zingen:
Sluyt dyn kleyn oogjes dicht, myn uytvercooren schaep (...)
Goeden nacht dan, myn al, goeden nacht seg ick dy,
Met rory na-ny roor en suy suyse na-ny.
De laatste regel verwijst naar het zingen van de veel voorkomende wiegeliedjes met beginwoorden als 'su su', 'suja suja' of 'roe roe', zoals het liedje 'Suyje, suyje suy, sus mijn lieve Schaepje' (1655).

### Achttiende eeuw
Net als in de zeventiende eeuw, verschenen er in de achttiende eeuw losse wiegeliedjes in een groot aantal wereldlijke liedboekjes.
Een voorbeeld van een achttiende-eeuws wiegeliedje is 'Ey Jantje kind / Van mijn bemind' (1714). Het is geschreven vanuit het gezichtspunt van de vader. De zuigeling heeft de neus en de kin van zijn vader en wordt in zijn wiegje in slaap gewiegd met - opnieuw - een liedje: 'Ik zing het ouwe deuntje / Suje zuje zuy, Rory, Rory'.

#### De eerste kinderliedboekjes
Er deed zich in de achttiende eeuw echter ook een geheel nieuw verschijnsel voor: de eerste liedboekjes voor kinderen zagen het licht. Vanaf het laatste kwart van de achttiende eeuw verschenen er kinderliedjes in eenvoudige taal over, vanuit het gezichtspunt van, of gericht aan jonge kinderen. Dit nieuwe fenomeen begon in het Nederlandse taalgebied met een gedichtenbundeltje.

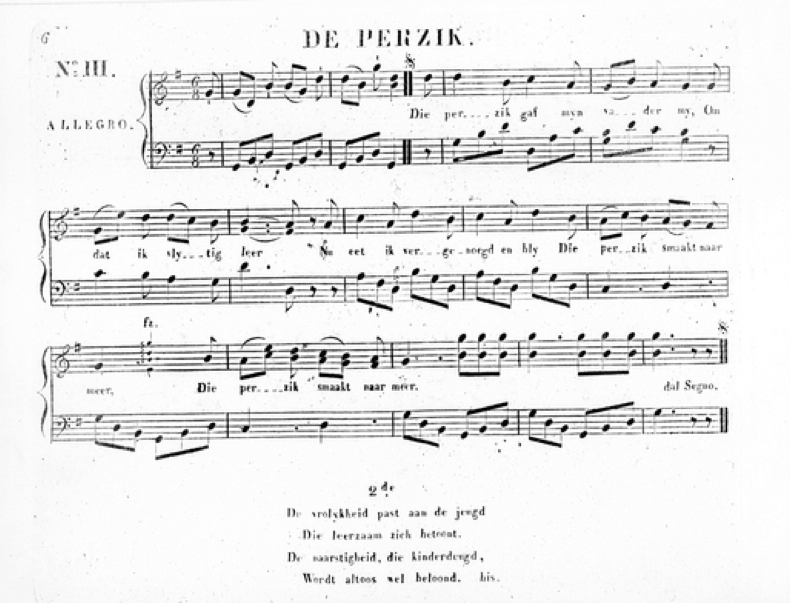
Het kinderliedje 'Die perzik gaf myn vader my', tekst van Hieronymus van Alphen (uitgave met muziek 1824).

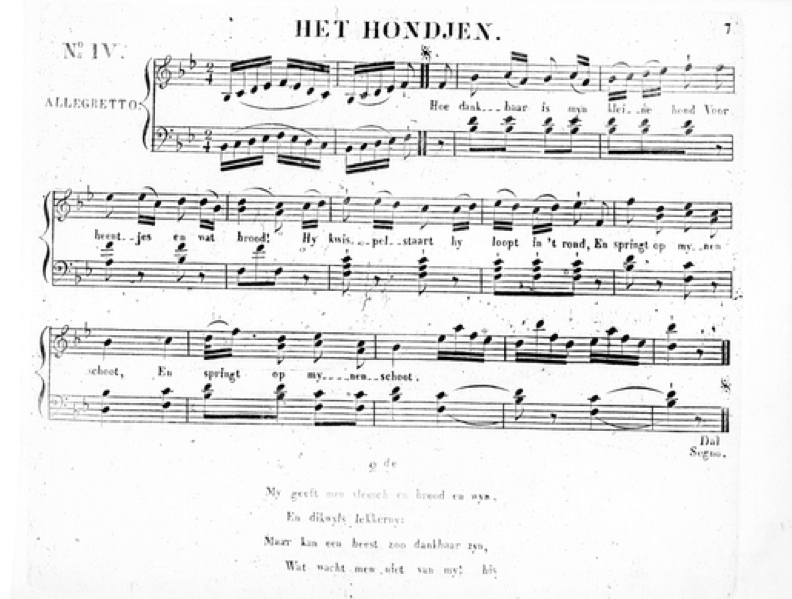
Het kinderliedje 'Hoe dankbaar is myn kleine hond', tekst van Hieronymus van Alphen (uitgave met muziek 1824).

In 1778 verscheen het eerste Nederlandstalige gedichtenbundeltje voor kinderen: Kleine gedigten voor kinderen van Hieronymus van Alphen. Hij schreef het oorspronkelijk voor zijn drie jonge zoontjes, nadat hij weduwnaar was geworden. Het was vernieuwend door het eenvoudige taalgebruik; doordat hij zich rechtstreeks tot kinderen richtte en de tekstjes aansloten bij hun belevingswereld; en door het nieuwe opvoedingsideaal dat eruit sprak. Van Alphen nam met deze gedichtjes een voorbeeld aan twee vernieuwende Duitse kinderliedjesschrijvers: Verlichtings-pedagoog Christian Felix Weiße en dichter en liedschrijver Gottlob Burmann.
Het bundeltje van Van Alphen sloeg enorm aan (binnen twee jaar tijd verschenen er tien drukken) en wordt wel beschouwd als het begin van de kinderliteratuur in Nederland. In Kleine gedigten voor kinderen staan gedichten als: 'Jantje zag eens pruimen hangen / o! als eieren zoo groot'; 'Ach! mijn zusje is gestorven, / nog geen veertien maanden oud'; 'Wij zaten laatst bij Saartje, / Onze goede oude baker'; en 'Mijn speelen is leeren, mijn leeren is speelen'. In 1780 werd een aantal van Van Alphens gedichtjes door componist B. Ruloffs op muziek gezet - waarmee de eerste kinderliedjes in deze nieuwe trant een feit waren.

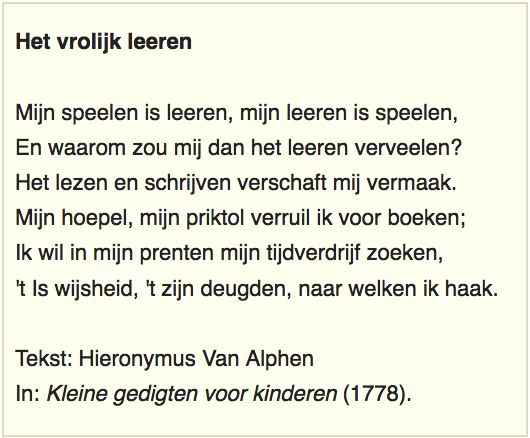

Het nieuwe opvoedingsideaal dat uit het dichtbundeltje sprak, sloot aan bij ideeën over opvoeding en onderwijs uit de Verlichting (die zich halverwege de achttiende eeuw steeds meer verspreidden). Ouders moesten niet alleen verkeerd gedrag straffen, maar ook het goede belonen; en het ideaal van het 'spelend leren' ontstond, dat moest aansluiten bij de leeftijdsfase van het kind. Het doel was daarbij het met zorg en liefde opvoeden van kinderen tot deugdzame en beschaafde burgers. Dit ideaal werd aan het einde van de achttiende eeuw (een tijd van economische achteruitgang en armoede) niet alleen nagestreefd in opvoeding en onderwijs, maar deze burgerlijke deugden, waarden en normen konden ook worden uitgedragen in teksten om te lezen of zingen. Hierdoor kwam er na het dichtbundeltje van Van Alphen een omvangrijke stroom op gang van kinderboeken, prentenboeken, kinderalmanakken, kindertijdschriften, kindergedichtjes, kinderliedjes, enzovoort - wat inhoud en taalgebruik betreft aansluitend bij een bepaalde leeftijdsgroep.
Vanaf 1780 verschenen er meer kinderliedjes en kinderliedboekjes waaruit dit 'verlichte' opvoedingsideaal van deugdzaamheid en beschaafdheid sprak, liedteksten die een moraal bevatten (in deze liedboekjes komen meestal ook nog religieuze liedjes en wiegeliedjes voor). Een voorbeeld hiervan is het opvoedkundige kinderliedboekje Liedjes voor kinderen (1781) van Hendrik Riemsnyder (die hierin Duitse gedichtjes van Weiße navolgde). Dit bevat kinderliedjes als 'Jantje, die laatst bloempjes plukte'; 'Ik zag een' man van sneeuw laatst maaken'; en 'Hoe minn' ik u, ô nutte en fraaie Boeken!'. De liedteksten eindigen vrijwel allemaal met een moraal.
In het veelvuldig herdrukte liedboekje Economische liedjes (1781; voor volwassenen) van Betje Wolff en Aagje Deken staan zowel enkele wiegeliedjes (zoals 'Nu slaap myn kleine Mietje'; en 'Slaap zoet, myn zusje lief, slaap zoet'), als twee liedjes die vanuit het kind zijn geschreven ('Moederlief, ik dans van blydschap, / Vaderlief, wat ben ik bly'; en 'Myn Oota gaf ook wat aan my, / Zo wel als aan Broêr Piet'). Daarnaast bevat het een 51 coupletten tellend lied over onderricht aan meisjes, geheel in de lijn van de Verlichting ('Hoor, lieve man, 't is meer dan tyd, / Ons Mietje moet wat leeren').
In de religieuze en moraliserende liedboekjes van de Maatschappij tot Nut van 't Algemeen, Volks-Liedjens (1789-1806, 5 dln.), staan eveneens een aantal wiegeliedjes, waaronder 'Slaap, slaap gerust, mijn kindjen slaap, / Mijn Jantjen schrei niet meêr'. Uit dit wiegeliedje spreekt al de 'verlichte' wens tot deugdzaamheid en beschaafdheid: de zuigeling wordt een 'deugdzaam rein gemoed' toegewenst. En ook de blinde dichteres Petronella Moens schreef een wiegeliedje met een 'verlichte' moraal ('Ja, vleiend Hartediefjen! / Gij reikt me uw armpjens toe'), waarin zij hoopt dat de boreling mag ontluiken tot een aanwinst voor 'Neêrlands maatschappij'.

### Negentiende eeuw

#### Cultuurliedjes van bekende tekstdichters
In de negentiende eeuw verschenen er (in de lijn van de achttiende eeuw) meer religieuze of moralistische kinderliedboekjes, zoals Gezangen voor kinderen en jonge lieden (1804) en Het Kinderleven geschetst in een tiental liederen (1830).

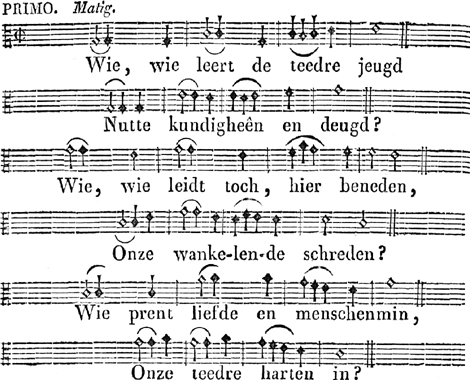
Liedje over de onderwijzer, 'Wie leert de teedre jeugd / Nutte kundigheên en deugd?', in de schoolliedbundel Gezangen voor de jeugd, ten dienste der scholen van Van Sandwijk (1845), blz. 28.

Een nieuw verschijnsel in deze negentiende eeuw waren de schoolliedboeken en zondagsschoolliedboeken, zoals De Muzikale Vriend der Jeugd, ook tot Schoolgebruik om jeugd te leren zingen (1828); en De juichende kinderschaar. Liederen voor Christelijke scholen, zondagsscholen (1880). Deze waren, net als de overige kinderliedboekjes, inhoudelijk overwegend religieus of moralistisch.
De opkomst van schoolliedboeken hing samen met de opkomst van de kweekscholen voor onderwijzers rond 1800 (waar aankomende onderwijzers muziek als vak kregen); de verplichte zangles op lagere scholen, die in 1857 werd ingevoerd; en de opkomst van de zondagsscholen vanaf de jaren 1830 (waar kinderen die werkten en door de week niet naar school gingen, tot de leerplichtwet van 1900 enig onderwijs konden volgen).
De Maatschappij tot Nut van 't Algemeen had een belangrijke rol gespeeld in het bevorderen van het zangonderwijs. Zij hadden de eerste kweekscholen opgericht (vanuit de verlichtingsidealen over onderwijs), geijverd voor de verplichte zangles op lagere scholen en ook volkszangscholen opgericht. Ten behoeve hiervan hadden zij lesboeken laten samenstellen, zoals Handleiding en schoolboek voor het Volks-zangonderwijs door Wilhelmus Smits (3 dln., 1845-1850); maar ze hadden nog behoefte aan liederen die voor het zangonderwijs geschikt waren (hun hiervoor genoemde bundels Volks-Liedjens waren niet erg aangeslagen). Een bijzondere rol daarbij speelde een van de bestuursleden van 't Nut, namelijk Jan Pieter Heije (1809-1876).
Halverwege de negentiende eeuw vond er namelijk, opnieuw, een grote vernieuwing plaats in de liedcultuur voor kinderen. Deze werd in gang gezet door de Amsterdamse arts Jan Pieter Heije (die niet alleen bestuurslid was van de 't Nut, maar ook van de Maatschappij tot Bevordering der Toonkunst). Heije schreef honderden liedjes, zowel voor jonge kinderen als voor (oudere) schoolkinderen. Deze laatste zijn volkomen anders van inhoud en toon dan de kinderliederen tot dan toe: de inhoud is idealistisch en de melodieën werden nieuw geschreven en zijn aanstekelijk en melodieus van toon.

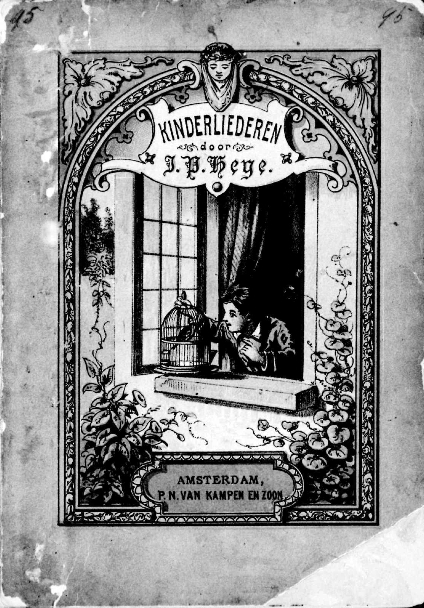
Jan Pieter Heije, Kinderliederen (druk van 1847; 1e druk 1843). Geïllustreerd voorblad.

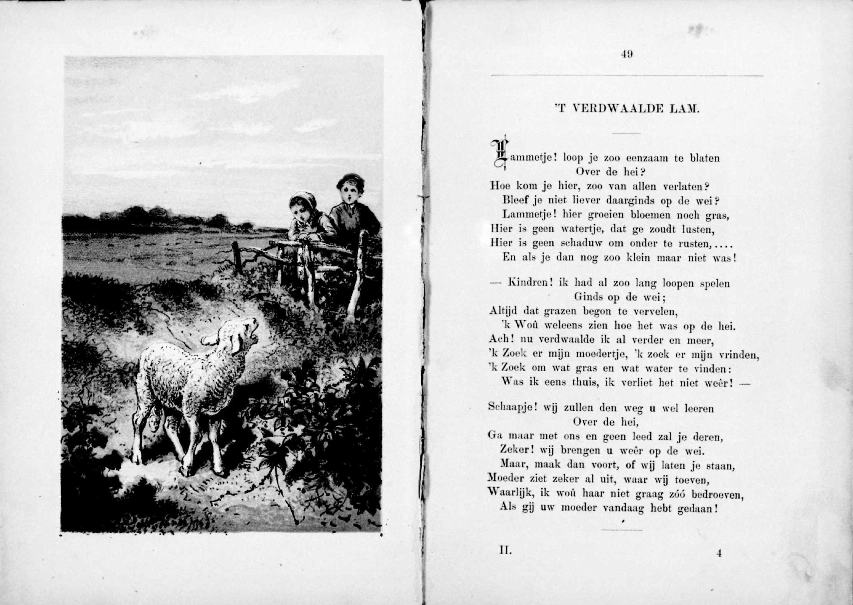
Het kinderlied 'Lammetje loop je zoo eenzaam te blaten', in: Jan Pieter Heije, Kinderliederen (druk van 1847; 1e druk 1843), blz. 49.

Ten eerste gaf Heije drie bundeltjes uit voor jonge kinderen, met in totaal 150 kinderliedjes, getiteld Kinderliederen (1843-1845). Inhoudelijk zijn de liedteksten minder moralistisch dan eerdere kinderliedjes en het kindbeeld dat eruit spreekt is positief. Hieronder zijn liedjes (die deels tot in de 21e eeuw bekend zijn gebleven) als 'Daar zaten zeven kikkertjes / Al in een boerensloot'; 'Tussen Keulen en Parijs / Ligt de weg naar Rome'; 'Duifje met uw blanke veren'; 'Naar school, naar school! de klok sloeg acht!'; en het sinterklaasliedje 'Zie, de maan schijnt door de boomen'. Daarmee is Heije de oudste bekende tekstdichter van wie kinderliedjes nog in de volksmond worden gezongen.
Daarnaast schreef Heije zo'n 350 liedjes in de trant van volksliedjes voor iets oudere schoolkinderen en volwassenen, uitgegeven vanaf 1847 (verzameld in Al de Volksdichten, 1865). Deze liedjes zijn zowel inhoudelijk als muzikaal volkomen vernieuwend.
Inhoudelijk zijn de liedjes idealistisch en vaderlandslievend. De idealistische teksten dragen gezondheidsidealen en beschavingsidealen uit die Heije – als arts – had voor de enorme aantallen kinderen die in de negentiende eeuw in diepe armoede en verpaupering opgroeiden: gezonder gaan leven; en uit de armoede komen door bijv. voor het zeemansleven te kiezen. Stadskinderen moesten de frisse buitenlucht in, wandelen, varen, 'stoere knapen' worden - wat hij uitdroeg in liedjes als: 'Ferme jongens, stoere knapen' en 'De kabels los, de zeilen op!'. De vaderlandslievende liedjes bezingen zowel de natuur, de nationale symbolen, als de geschiedenis van Nederland, zoals: 'Heb je van de Zilveren vloot wel gehoord', 'Ik zing er al van een Ruiter koen' en 'O schitt'rende kleuren van Nederlands vlag'. Andere bekende liedjes van zijn hand zijn beschouwend of moralistisch van aard: 'Een karretje op een zandweg reed', 'In 't groene dal, in 't stille dal' en 'Klein vogelijn op groenen tak'.
Muzikaal gezien brak Heije volledig met de gewoonte om liedteksten op een bestaande wijs te schrijven. Hij werkte samen met vele eigentijdse, Nederlandse toondichters, onder wie Richard Hol, Wilhelmus Smits, Hendrika van Tussenbroek, Johannes Verhulst en Joannes Josephus Viotta, wat inventievere, aanstekelijkere en/of melodieuzere melodieën opleverde, en waardoor liedtekst en melodie meer een eenheid vormden. Een deel van de melodielijnen was ook beduidend ingewikkelder dan doorsnee volkswijsjes, met loopjes en herhaalde, variërende sprongen, waardoor ze juist voor het aanleren tijdens muzieklessen geschikt waren. Bovendien konden de meeste liedjes twee- of driestemmig (soms vierstemmig) aangeleerd worden. De liedjes van Heije verspreidden zich onder meer in zangverenigingen en op scholen. Tientallen van zijn liedjes werden zo geliefd, dat ze meer dan honderd jaar in gebruik bleven in het onderwijs en bij koren.

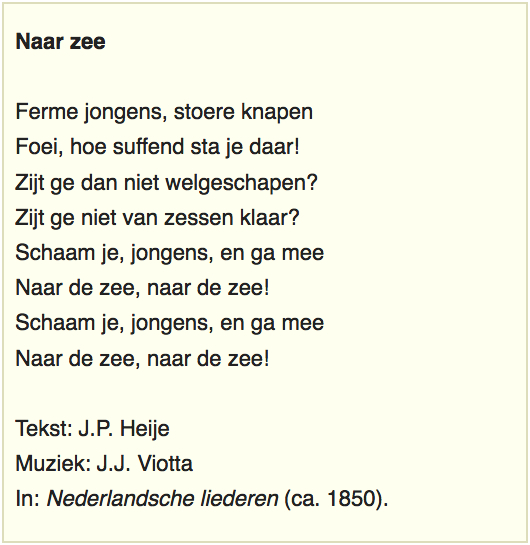
Muziek afspelen (midi, 25 sec.): Bestand:Ferme-jongens-stoere-knapen-muziek.mid

In navolging van Heije verschenen er in de tweede helft van de negentiende eeuw vele liedboekjes voor kinderen in samenwerking met eigentijdse componisten, onder wie de toen bekende Catharina van Rennes (die een zangschool voor kinderen had gesticht, Bel Canto, in Utrecht, Hilversum, Amsterdam en Den Haag), Hendrika van Tussenbroek en Nelly van der Linden van Snelrewaard-Boudewijns. De tekstdichters waren veelal onderwijzers/onderwijzeressen en zangleraren/zangleraressen.
Enkele tientallen liedjes uit zulke liedboekjes bleven bekend tot in de eenentwintigste eeuw, bijvoorbeeld: 'Ik droomde gist'ren van een ventje' (van onderwijzer Simon Abramsz); 'De meimaand is in 't land, lief kind' (van zanglerares Anna Fles); 'Daantje zou naar school toe gaan' en 'Maantje tuurt, maantje gluurt al door de vensterruiten' (van onderwijzer H. Bruining); 'Een veldmuis vond in 't beukenbos een lege notendop' (van kinderschrijver/illustrator David Tomkins); 'In naam van Oranje, doe open de poort' (van onderwijzer A. Schooleman); en 'De paden op, de lanen in' (van onderwijzer A. de Rop).
Ook veel sinterklaasliedjes uit de negentiende eeuw bleven bekend, waaronder: 'Zie, de maan schijnt door de bomen' (J.P. Heije); 'Zie, ginds komt de stoomboot' (van onderwijzer Jan Schenkman); 'O, kom er eens kijken' en 'Hij komt, hij komt, die lieve goede Sint' (van onderwijzeres Katharina Leopold); en 'Op de hoge, hoge daken' en 'Zachtjes gaan de paardenvoetjes' (van onderwijzer Simon Abramsz).
Dit is slechts een zeer kleine greep uit alle tekstdichters en uit het vele nieuwe repertoire voor kinderen dat deze negentiende eeuw verscheen (alleen al Simon Abramsz, van wie hierboven één liedje wordt genoemd, gaf meer dan tien liedboekjes uit). Een aparte vermelding in deze periode van de kinderliedgeschiedenis verdienen de kindercantates en kinderoperettes, die met name in de jaren 1850-1950 in zwang waren.
In de tweede helft van de negentiende eeuw bleven er ook steeds lesmethodes voor zangonderwijs op de lagere school verschijnen, waaronder de veelgebruikte: Johannes Worp, Eerste zangboekje: verzameling van oefeningen en liedjes, in geleidelijke volgorde voor het zangonderwijs in de lagere school en voor zangscholen (ca. 1862); Richard Hol, De jeugdige zanger: theoretische en practische handleiding bij het zangonderwijs, inzonderheid op de scholen (1875); en Daniël de Lange, Zangschool (z.j.). Deze onderwijsmethodes bouwen het zangonderwijs per leerjaar uit: bij de eerste drie leerjaren gaat het met name om eenstemmige liedjes die op het gehoor worden geleerd. Bij de laatste drie leerjaren gaat het zowel om eenstemmige als meerstemmige liedjes en canons; en leren de schoolkinderen van blad te zingen. Het doel was niet alleen stemvorming, uitbreiding van het bereik van de zangstem en het leren van notenschrift, maar ook het aanleren van een ruim liedrepertoire dat uit het hoofd kon worden gezongen ('den leerlingen zoveel mogelijk mooie liederen in 't leven mee te geven').
Wat het kleuteronderwijs betreft, gingen vanaf de jaren 1870, 1880 steeds meer bewaarscholen gebruik maken van de fröbel-methode (dan aangeduid met 'fröbelschool'). Hierdoor kwam er veel meer aandacht voor spelend ontdekken, knutselen, voorlezen en ook zingen. Er verschenen dan ook kinderliedboekjes voor de jongste kindjes, die nog op de bewaarschool zaten, zoals Voor onze kleintjes (1902) van fröbelschooldirectrice Henriëtte Kriebel; Lentezangen voor de kleintjes. Nieuwe melodieën voor het voorbereidend onderwijs (1921) samengesteld door Gilles van Hees en J.G. van Herwaarden; Liedjes aan het raam (1923) van Rie Cramer en Nelly van der Linden; en Zonneschijn in 't kinderleven (1926), van fröbelschooldirectrice Sara Maria Bouman-van Tertholen.

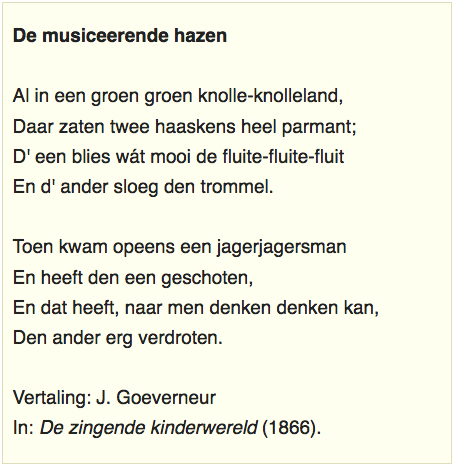
Muziek afspelen (midi, 37 sec.):
Bestand:In-groen-knollenland-kinderliedje-muziek.mid
Tekstplaatsing: twee noten op eerste lettergreep: 'Ah-al in...' (en ook: 'D'ee-een blies...'; en 'Eh-en dat heeft...').

Op zijn beurt vernieuwend was de neerlandicus en vertaler Jan Goeverneur. Hij vertaalde kinderboeken, fabels, sprookjes, prentenboeken, informatieve boeken en kinderliedbundels (zoals De zingende kinderwereld, 4 dln., 1866-68). Ook verzamelde hij bestaande, traditionele kinderliedjes, die hij in vier delen uitgaf (Kinderdeuntjes en wiegeliedjes, 1870-1880). Zijn kinderliedteksten zijn vaak vrije vertalingen. Ze staan bekend om hun eenvoudige taalgebruik, informele toon en klanknabootsingen, humor en het afwezig zijn van braafheid (gewoonlijk gericht op een wat jongere doelgroep, van grofweg 4 tot 8). Hij vertaalde onder meer 'In een groen, groen knollen- knollenland', 'Roodborstje tikt tegen 't raam, tin tin tin' en 'Toen onze Mop een Mopje was'.
Als de drie grote kinderliedschrijvers van de achttiende en negentiende eeuw, worden achtereenvolgens wel benoemd: de moralistische Hieronymus van Alphen (18e eeuw), de idealistische Jan Pieter Heije (19e eeuw) en de humoristische Jan Goeverneur (19e eeuw). Van elk van hen is daarom, ter vergelijking, een tekstje in een kadertje op deze pagina geplaatst: Van Alphens moralistische 'Mijn spelen is leren' (het zijn deugden, waarnaar ik haak!); Heijes idealistische 'Ferme jongens, stoere knapen' (ga mee naar de zee!); en Goeverneurs humoristische beginbeeld van haasjes die kunnen fluiten en trommelen met de informele klankherhalingen (fluite-fluite-fluit).

#### Kinderliedjes uit de mondelinge overlevering
In de tweede helft van de negentiende eeuw gingen etnologen en liedonderzoekers, onder invloed van de Romantiek, volksliedjes optekenen uit de volksmond (zie hiervoor de 'Geschiedenis van het Nederlandse volkslied'). Hieronder waren ook vele kinderliedjes uit de mondelinge overlevering (waar geen maker meer van bekend was en waarvan, door de mondelinge overdracht, varianten waren ontstaan in tekst en melodie; en die daarmee feitelijk onder het genre 'volksliedje' vielen).
Naast de kinderliedboeken van bekende tekstdichters en toondichters (cultuurkinderliedjes) ontstond hierdoor een nieuw type liedboek met verzamelingen van anonieme, traditionele, uit de orale traditie opgetekende kinderliederen. (Een auteur van zo'n liedboek is dus niet de tekstdichter van de erin opgenomen liederen, maar enkel de verzamelaar of samensteller van de bundel). De liedcultuur in de kinderkamer en op straat, die door de eeuwen heen nooit was vastgelegd, werd zo voor het eerst opgetekend.
Het grootste negentiende-eeuwse liedboek dat verscheen met zulke oude, anonieme kinderliedjes (bijna 800 stuks) is Nederlandsche baker- en kinderrijmen (1871), verzameld door Johannes van Vloten in de periode 1850-1870. Deze liedjes werden ten tijde van het verzamelen 'in de kinderkamer' gezongen (door ouders, kinderjuffrouwen, gouvernantes) en als traditionele kinderliedjes beschouwd. Een groot deel van deze kinderliedjes verscheen hiermee voor het eerst in druk. Onder meer zijn in dit kinderliedboek opgenomen: 'Amsterdam, die grote stad'; 'Bim bam beieren'; 'Er zat een aapje op een stokje'; 'Heb je niet gehoord van dien hollebollewagen'; 'Ik stond laatst voor een poppenkraam'; 'In Den Haag daar woont een graaf'; 'Jan Huigen in de ton'; 'Klap eens in je handjes'; 'Klein, klein kleutertje'; 'Schuitje varen, theetje drinken'; 'Slaap, kindje, slaap'; 'Torentje, torentje bussekruit'; 'Twee emmertjes water halen'; 'Eun, deun, dip'; Witte zwanen, zwarte zwanen'; enzovoort.

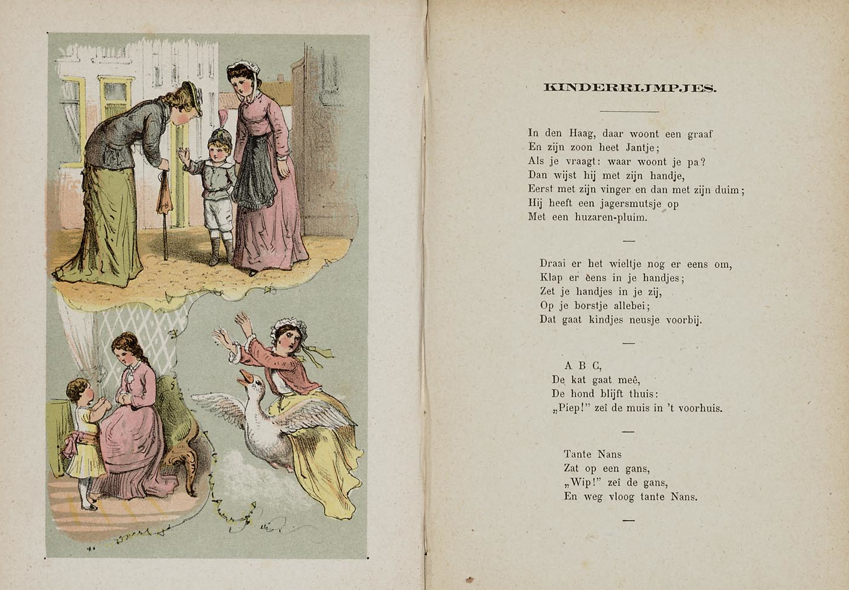
Enkele traditionele kinderliedjes in: Kinderdeuntjes, wiegeliedjes, verzameld door J. Goeverneur (ca. 1870-80), blz. 30.

Enkele andere verzamelliedboeken met anoniem overgeleverde, bestaande kinderliedjes zijn bijvoorbeeld Kinderdeuntjes en wiegeliedjes (J. Goeverneur, 4 dln., ca. 1870-1880); en In doaze fol alde snypsnaren (Dykstra en Van der Meulen, 1882). Ook taal- en volkskundige tijdschriften als Wodana (1843), De Navorscher (va. 1851) en de Biekorf (va. 1890) namen tientallen van zulke liedjes op.
Naast liedboeken en tijdschriften bestaan er grote, onuitgegeven handschriftencollecties van kinderliederen (beheerd door het Meertens Instituut in Amsterdam), met name de Collectie Boekenoogen, verzameld in de jaren 1891-1930 (ruim 9 000 kinderliedjes, inclusief varianten) en de Collectie Hichtum, verzameld in de jaren 1904-1938 (ruim 2 500 kinderliedjes, inclusief varianten). Deze kinderliedverzamelingen vertegenwoordigen een bijzondere cultuur-historische waarde, omdat hierin een omvangrijke orale traditie op schrift is vastgelegd.
Hierin zijn kinderliedjes opgetekend als 'Aake baake / Boonestaake'; 'Alle eendjes zwemmen in het water'; 'Boer, wat zeg je van mijn kippen'; 'Goedenavond Speelman'; 'Iene, mine, mukker'; 'In de maneschijn'; 'Ju, ju paardje met je vlassen staartje'; 'Kaatsebal! Ik vang je al'; 'Klikspaan, halve maan'; 'Ooievaar, lepelaar, takkedief'; ' 'k Zag twee beren broodjes smeren'; en 'Zagen zagen wiede-wiede-wagen' - en ook anonieme, traditionele sinterklaasliedjes, zoals 'Sinterklaas, goed heiligman, trek je beste tabberd an'; 'Sinterklaas kapoentje, gooi wat in mijn schoentje'; en 'Sinterklaasje, bonne bonne bonne'.

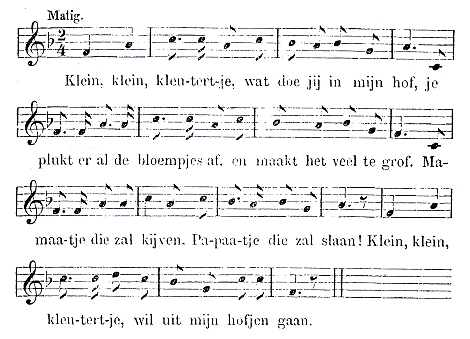
Het kinderliedje 'Klein, klein kleutertje', variant zoals opgetekend in Van Vlotens Nederlandsche baker- en kinderrijmen (uitgave van 1874). Slot van het liedje:
'Mamaatje die zal kijven
Papaatje die zal slaan!
Klein, klein kleutertje
Wil uit mijn hofjen gaan.'

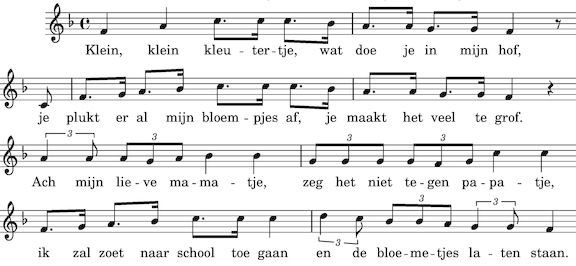
Het kinderliedje 'Klein, klein kleutertje', oudste vindplaats van deze tekstvariant in Goeverneurs Kinderdeuntjes en wiegeliedjes (ca. 1875). Slot van het liedje:
'Ach, mijn lieve mamaatje
Zeg het niet tegen papaatje
Ik zal zoet naar school toe gaan
En de bloemetjes laten staan'.

Door de mondelinge overleveringsgeschiedenis (het doorgegeven van ouder op kind, en van kind op kind) zijn er van deze liedjes tijdsgebonden en plaatsgebonden varianten in tekst en melodie ontstaan (die soms veel, maar soms slechts één of enkele woorden of noten van elkaar verschillen, zie voorbeeld in de voetnoot). Elke plek waar een variant is opgetekend, wordt een 'vindplaats' genoemd en alle varianten samen een 'liedcomplex'.
De ene variant is niet 'beter' of 'juister' dan de andere (de oorspronkelijke, 'juiste' liedtekst is immers niet meer bekend). Daarom wordt bij traditionele (kinder)liedjes altijd het hele liedcomplex bestudeerd. Soms is wel vast te stellen dat een liedtekst erg verbasterd is geraakt, doordat de inhoud onbegrijpelijk is geworden; of dat een bepaalde variant het meeste voorkomt of in de loop van de tijd steeds meer de boventoon gaat voeren. Ook maken kinderen met graagte 'ondeugende' varianten op kinderliedjes, die daarmee zeer kenmerkend zijn voor juist het kinderliedgenre (zie voorbeelden in voetnoot).
Door het optekenen van volksliedjes in de tweede helft van de negentiende eeuw, waaronder kinderliedjes uit de mondelinge overlevering, is er een rijke kinderliedcultuur vastgelegd. Het laat een glimp zien van wat er thuis en op straat werd gezongen – de overdrachtslijn van kinderliedjes binnen het persoonlijke leven – gedurende deze decennia. Hoewel van deze liedjes de ouderdom en herkomst niet meer zijn vast te stellen, geven de contouren van het negentiende-eeuwse kinderleven een indruk hoe honderden van zulke kinderliedjes landelijk bekend konden raken.
Deels zullen deze liedjes zijn afgeleid van volksliedjes (zie hiervoor de volgende paragraaf). Maar voor een groot deel zullen de liedjes, in de negentiende eeuw, gemaakt zijn door onderwijzers/onderwijzeressen, zangleraren/zangleraressen, fröbeljuffen en bewaarschoolhouderessen, tijdschriftredacteuren en samenstellers van schoolliedboeken, priesters en predikanten. Blijkbaar waren deze liedjes geliefd genoeg om in de volksmond terecht te komen en langdurig te worden doorgegeven. Ook de hele twintigste en de eenentwintigste eeuw bleven er kinderliedboeken in druk met zulke anoniem overgeleverde, traditionele kinderliedjes.

#### Van volksliedje naar kinderliedje
Naast de hierboven besproken negentiende-eeuwse cultuurliedjes (kinderliedjes van bekende tekstdichters) en anoniem overgeleverde kinderliedjes uit de volksmond (genre binnen het volksliedje) is er nog een kleinere derde groep liedjes te onderscheiden die door kinderen gezongen werd.
Dit zijn volksliedjes die oorspronkelijk door volwassenen werden gezongen, maar na verloop van tijd ofwel enkel nog door kinderen gezongen werden (dalend cultuurgoed) ofwel waar een sterk vereenvoudigd kinderliedje van is afgeleid.
Enkele kinderliedjes gaan terug op volksliedjes uit de achttiende (en zelfs de zeventiende) eeuw. Bijvoorbeeld van het kinderliedje 'Altijd is Kortjakje ziek / Midden in de week, maar 's zondags niet' is een achttiende-eeuwse (verre) voorloper bekend, het volksliedje 'Kortjakje seer hups en fijn / Is de meeste tijd beschonken' (kluchtliedje over een armoedige vrouwelijke dronkenlap, ca. 1700).
Ook het kinderliedje 'In de maneschijn / Klom ik langs een trapje naar het raamkozijn' (met daarin 'Zo vliegt een vogel en zo zwemt een vis') heeft een verre voorloper in de achttiende eeuw. Het gaat om het volksliedje ' 's Avonds in een klaer maneschyn / Steekt myn de meyd in 't vensterkyn' (kluchtliedje en stapelliedje, waarin het refrein steeds meer verzen opstapelt, zoals 'Dat is de vogel' en 'Dat is de vis die bedriegelijk is'; oudste vindplaats 1751). In het kader staan drie van de ruim vijftig bekende varianten, die een beeld geven van de enorme veranderingen die zo'n liedje door de eeuwen heen ondergaat.
Deze kinderliedjes zijn in de loop der tijd sterk vereenvoudigd en ze wijken zeer sterk van het volksliedje af in zowel tekst als melodie. Een kinderliedje dat van een volksliedje is afgeleid, verandert van een op volwassenen gerichte tekst in een kindgerichte tekst, aangepast aan de wereld van het kind (zie voorbeeld in kader).
Voorbeeld van volksliedje naar kinderliedje
Een seer Vermakelyke klugt

die daer is voorgevallen tussen een Switzer en den Vogel

S Avonds in een klaer maene schijn,

Steekt mijn de meyd in 't venster mijn,

Maene schijn venster mijn Wagenaer is,

Dat is de Vogel dat is de vogel die bedriegelijk is,

Dat is de Vogel En dat is de Vis die bedriegelijk is.

Dat is de Turk en dat is de Snavel,

En dat is onse kruyers wagen,

De Turk en de Snavel,

En dat is onse kruyers wagen,

De maene schijn de venster mijn, Wagenaer is,

En dat is de Vogel die bedriegelijk is,

En dat is de vis die bedriegelijk is.

enz.
Achttiende-eeuws kluchtlied en stapellied

In: Het speel-schuytje (1751).
---
Een afgeleide variant, stapelliedje
Wagen dat is, wagen dat is

Hier is de vogel

Hier is de vogel, en daar is de visch

Hier is de vogel die bedrieglijk is

Dit is het kort, en dat is het lang

En daar is de snijdersbank

Kort en lang, en de snijdersbank (2x)

Wagen dat is, wagen dat is

Hier is de vogel

Hier is de vogel, en daar is de visch

Hier is de vogel die bedrieglijk is!

enz.
Stapelliedje, opgetekend in Vlaams-Brabant

In: Honderd oude Vlaamsche liederen (Jan Bols, 1897).
---
Andere afgeleide variant, kinderliedje
In de maneschijn, in de maneschijn

Klom ik langs het trapje naar het raamkozijn.

En je raadt het niet, en je raadt het niet

Zo vliegt een vogel en zo zwemt een vis

Zo doet een duizendpoot die schoenenpoetser is.

En dat is één, en dat is twee

En dat is dikke, dikke, dikke tante Kee.

En dat is recht, en dat is krom

En nu draaien we het wieltje nog eens om

Rom bom!
Oudste vindplaats variant: Collectie Hichtum (1904-1938).
---
Er zijn ruim 50 varianten (in zowel tekst als muziek) van dit liedje bekend, die samen het liedcomplex vormen.
Andere voorbeelden zijn:
- Ik zei d'r van Japie sta stil (afgeleid van het kermisliedje: 'Jaapje sta stil / Hoort eens wat ik u moet vertellen', oudste vindplaats 1759)[43]
- Juffrouw, wilt u mijn marmotje eens zien (afgeleid van: 'Meysje, wil je mijn beesje eens zien', kermislied over dansende marmot, oudste vindplaats 1759)[44]
- Sliep scheren en messen, tsjingele tsjingele bom (afgeleid van het kluchtliedje: 'Slijpschaar en Mesje', oudste vindplaats 1694)[45]
- Tarara boemdiejee, de dikke dominee / Die heeft zijn gat verbrand al aan de kachelrand (afgeleid van een straatliedje uit de jaren 1890 over een moord door een dominee; tekst in voetnoot)[tl 32]

Mogelijk zijn nog (veel?) meer kinderliedjes afgeleid van oude volksliedjes, maar deze zijn lang niet altijd opgetekend of bewaard gebleven. De herkomst van zo'n kinderliedje is dan niet meer vast te stellen.
In enkele andere gevallen gaat het om volksliedjes voor volwassenen, die enkel nog door kinderen worden gezongen. Dit wordt wel dalend cultuurgoed genoemd. Voorbeelden zijn: 'Aan d' oever van een snelle vliet' (over een weesmeisje); 'Daar was laatst een meisje loos' (over een meisje dat matroos wil worden); 'Dat gaat naar Den Bosch toe, zoete lieve Gerritje' (drinkliedje); 'De boer had maar ene schoen, weinig genoeg' (kluchtlied); 'Drie schuintamboers, die kwamen uit het oosten' (over een trommelaar die verliefd wordt); 'Een twee drie vier, hoedje van papier' (over de Belgische revolutie van 1830); 'Hop Marjanneke, stroop in 't kanneke' (over de Franse tijd rond 1800); en 'Zeg kwezelken, wilde gij dansen' (spotliedje).

#### Kinderliedjes uit het Duits, Frans of Engels
Een deel van de Nederlandse kinderliedjes die zich in het domein van de actieve zangbeoefening bevinden, komt – tot slot – uit het Duits, Frans of Engels.
Deels gaat het om anderstalige cultuurliedjes (van bekende tekstdichters) die door bijvoorbeeld liedboeksamenstellers zijn vertaald (bijv. liedjes van Hoffmann von Fallersleben, Wilhelm Hey of Kate Greenaway). Deels gaat het om anonieme, traditionele anderstalige liedjes, die soms werden vertaald, maar soms in de (met name Duits-Nederlandse) grensstreek eenvoudig naar een naastgelegen taal overgingen ('Klein, klein kleutertje', 'Slaap, kindje, slaap'). Voorbeelden:
Duits
- Grote klokken zeggen bim-bam, bim-bam – Große Uhren gehen tick tack (Karl Karow, canon)
- 'k Heb mijn wagen volgeladen – Hab’ mein’ Wage vollgelade
- In een groen groen knollenland – In einem grünen Thälu-Thälulein, da saßen zwei kleine Häsulein (Hoffmann von Fallersleben, vrije vertaling Jan Goeverneur)[33]
- Klein, klein kleutertje, wat doe je in mijn hof? – Puthöneken! Puthöneken! wat deist'u in usen Goren?[tl 25]
- Kling, klokje, klingelingeling – Kling, Glöckchen, klingelingeling (Karl Enslin, kinderkerstliedje, 1854)
- Meiregen, maak dat ik groter word – Mairegen macht, daß man größer wird (Hoffmann von Fallersleben, 1845)
- Roodborstje tikt tegen 't raam, tin tin tin – An das Fenster klopft es: Pick! pick! (Wilhelm Hey, vrije vertaling Jan Goeverneur)[tl 20]
- Toen onze mop een mopje was – Als unser Mops ein Möpschen war (Hoffmann von Fallersleben, vrije vertaling Jan Goeverneur)[34]
- Slaap, kindje, slaap / Daar buiten loopt een schaap – Schlaf, Kindche, schlaf  / Der Vater hüt die Schaf

Frans
- Advocaatje ging op reis - Petit homme avocat
- De haan is dood – Le coq est mort, le coq est mort (canon)
- Op de brug, heen en terug – Sur le pont d'Avignon
- Vader Jacob – Frère Jacques (Franse canon uit 1860)

Engels
- Brand in Mokum / Zie eens ginder - London's burning / Fetch the engines (canon)
- Drie kleine kleutertjes die zaten op een hek (Kate Greenaway (ca. 1878-1888), vertaling en muziek Catharina van Rennes)[tl 33]
- Jezus zegt dat hij hier van ons verwacht – Jesus bids us shine with a pure, clear light (Susan Bogert Warner, kinderkerstliedje, 1868)
- Wat zullen we doen met de dronken zeeman – What shall we do with the drunken sailor (zeemanslied van vóór 1839)[47]
- Zeg, ken jij de mosselman – Do you know the muffin man / Who lives in Drury Lane

### Twintigste eeuw tot heden

#### Twintigste-eeuwse kinderliedboeken
De twintigste eeuw begint met het meest invloedrijke liedboek van het Nederlandse taalgebied, dat honderd jaar onafgebroken in druk bleef: Kun je nog zingen, zing dan mee, samengesteld door J. Veldkamp en K. de Boer (1906). De bundel bevat nieuw geschreven cultuurliedjes (van tweede helft 19e en begin 20e eeuw), bestemd voor de actieve zangbeoefening, geschreven door Nederlandse tekstdichters en toondichters, vaak in de trant van de liedjes van Heije (idealistisch, vaderlandslievend, bespiegelend). Het boek was bedoeld voor 8 tot 80 jaar en werd veel gebruikt op school en thuis, in het muziekonderwijs, door koren en in volkszangscholen voor volwassenen.
Dit zangboek bleef de hele twintigste eeuw in druk (41e druk 1986) en was een ongeëvenaard verkoopsucces: met ruwweg tegen de miljoen verkochte exemplaren, wordt Kun je nog zingen beschouwd als het meest succesvolle liedboek van de twintigste eeuw. De erin opgenomen liedjes konden zich hierdoor langdurig in de Nederlandse samenleving verspreiden. Naast een heel aantal liederen van Heije, bevat het liedjes als 'Hollands vlag, je bent mijn glorie' (Lovendaal), 'In een blauw geruite kiel' (De Rop), 'In naam van Oranje, doe open de poort' (Schooleman), 'Langs berg en dal klinkt hoorngeschal' (Silcher), 'Op de grote stille heide' (Louwerse) en 'De paden op, de lanen in' (De Rop) (zie: Lijst liedjes in KJNZ).
In 1912 verscheen een variant hierop, met liedjes voor jonge kinderen: Kun je nog zingen, zing dan mee! Voor jonge kinderen (met als doelgroep ongeveer 4 tot 8 jaar). Het beleefde verschillende herdrukken gedurende de twintigste eeuw. Hierin staan kinderliedjes als 'Daantje zou naar school toe gaan' (H. Bruining, H.J. den Hertog), 'Daar zaten zeven kikkertjes' (J.P. Heije, T. Steenhuis), 'Slaap zacht, mijn lieve popje' (Agatha Snellen en Catharina van Rennes), 'Drie kleine kleutertjes' (Kate Greenaway, Van Rennes), 'Hannes loopt op klompen' (frater N. Doumen, Philip Loots), 'Onder moeders paraplu' (Anna Sutorius, J. Wierts), 'Schommelen, schommelen heen en weer' (A. van Harpen Kuyper, Van Rennes) en 'Wij hebben twee kleine poesjes' (Henriëtte Kriebel).
Vanaf de jaren 1920-1930 werd er binnen de jeugdbewegingen een nieuw ideaal uitgedragen: het zingen van oude volksliedjes. Deze volksliedjes waren in de negentiende eeuw (zoals hierboven reeds vermeld) verzameld vanuit de idealen van de Romantiek. Met name musicus Piet Tiggers en etnomusicoloog Jop Pollmann waren hier warme pleitbezorgers van en gaven hiertoe meerdere liedbundeltjes uit.
Hun uitgangspunt was, dat het lied de kern zou moeten zijn van muzikale vorming - en dat oude, eenstemmige volksliedjes uit de orale traditie het meest geschikt waren voor zulk zangonderwijs. Bovendien hechtten zij waarde aan volksliedjes als cultureel erfgoed en aan de verbindende kracht van samenzang. Het doel was het zèlf zingen en zèlf muziek maken onder leken bevorderen. Muziekpedagoge en onderwijsconsulente Renske Nieweg droeg deze idealen onder meer uit in haar handleiding Liedrepertoire voor het basisonderwijs (1970).

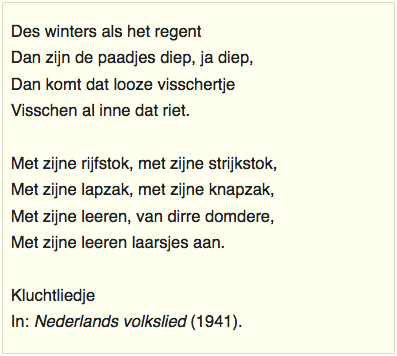
Muziek afspelen (midi, 21 sec.):
Bestand:Volksliedje-winters-regent-loze-vissertje-muziek.mid

In 1941 gaven Pollmann en Tiggers samen de liedbundel Nederlands volkslied uit. Het werd na Kun je nog zingen het best verkochte liedboek van de twintigste eeuw, met ongeveer een half miljoen verkochte exemplaren. Het liedboekje werd in de jaren 1940-1970 veel gebruikt in het lagere en middelbare onderwijs, op de kweekscholen en in de Nederlandse jeugdbeweging (in zowel socialistische als katholieke jongerenorganisaties). Deels bevat dit liedboek volksliedjes die al in het kinderlieddomein aanwezig waren, zoals 'De boer had maar ene schoen', 'Drie schuintamboers', 'Er was een oorlogsschip' en 'Wij zijn al bijeen, al goe kadulletjes'. Maar er zijn ook minder bekende oude volksliedjes in opgenomen of volksliedjes die niet of nauwelijks in het kinderlieddomein voorkwamen. Hierdoor groeiden hele generaties kinderen en jongeren op met volksliedjes als 'Daar kwam eenen boer van Zwitserland'; 'Daar was een sneeuwwit vogeltje'; 'Des winters als het regent'; 'Het waren twee conincskinderen'; 'Ick seg adieu, wi twee, wi moeten sceyden'; 'Komt, vrienden, in het ronden, minnaars van eenen stiel'; en 'Plomperdje en zijn wijfje'; enzovoort (zie: Lijst liedjes in PollmannTiggers).
Deze twee meest gebruikte en invloedrijke liedboeken van de twintigste eeuw vertegenwoordigen dus twee totaal verschillende achterliggende idealen èn twee verschillende liedtypen. De bundel Kun je nog zingen gaat terug op de idealen van de Verlichting, uitgedragen door 't Nut - en bevat nieuw geschreven cultuurliedjes met een idealistische en moralistische inhoud, geschikt voor zangonderwijs en meerstemmigheid. En de bundel 'Pollmann en Tiggers' gaat terug op de idealen van de Romantiek, uitgedragen door de jeugdbeweging - en bevat historische volksliedjes, zonder burgerlijke moraal, geschikt voor ongeschoolde stemmen en eenstemmig zingen.
Naast Kun je nog zingen en 'Pollmann en Tiggers' waren er de hele eeuw vele andere schoolliedboeken en lesboeken in omloop, zoals B.J. Douwes, Prettig zingen: eenvoudige leergang voor ’t zingen van ’t blad op de lagere school (ca. 1907); en T. Gijsel, Muziek voor de basisschool (1985). De twee meest gebruikte meerjarige zangmethodes in deze eeuw waren die van Justine Ward, Muziek in de school (1934, de zogeheten Wardmethode, voor katholiek onderwijs); en Willem Gehrels, Algemeen vormend muziekonderwijs (1942), waarbij de kinderen van blad leren zingen met behulp van handzingen.
De hele twintigste eeuw waren er kinderliedboeken in druk met oude, traditionele kinderliedjes, waar ook thuis uit werd gezongen met ouders en grootouders, zoals: Rijmpjes en versjes uit de oude doos (1911, 54e druk 2009); Een mandje vol amandelen (1963); Alles in de wind (1993); en Liedjes met een hoepeltje erom (1994). Daarnaast bleven er ook liedboekjes verschijnen met nieuw geschreven kinderliedjes, waaronder van educatieve instellingen als de Gehrels Vereniging (bijv. Ding-dong, 1977) en Muziek op Schoot (bijv. Muziek maken wij, 1998).

#### Kinderliedjes van radio, tv, lp en cd

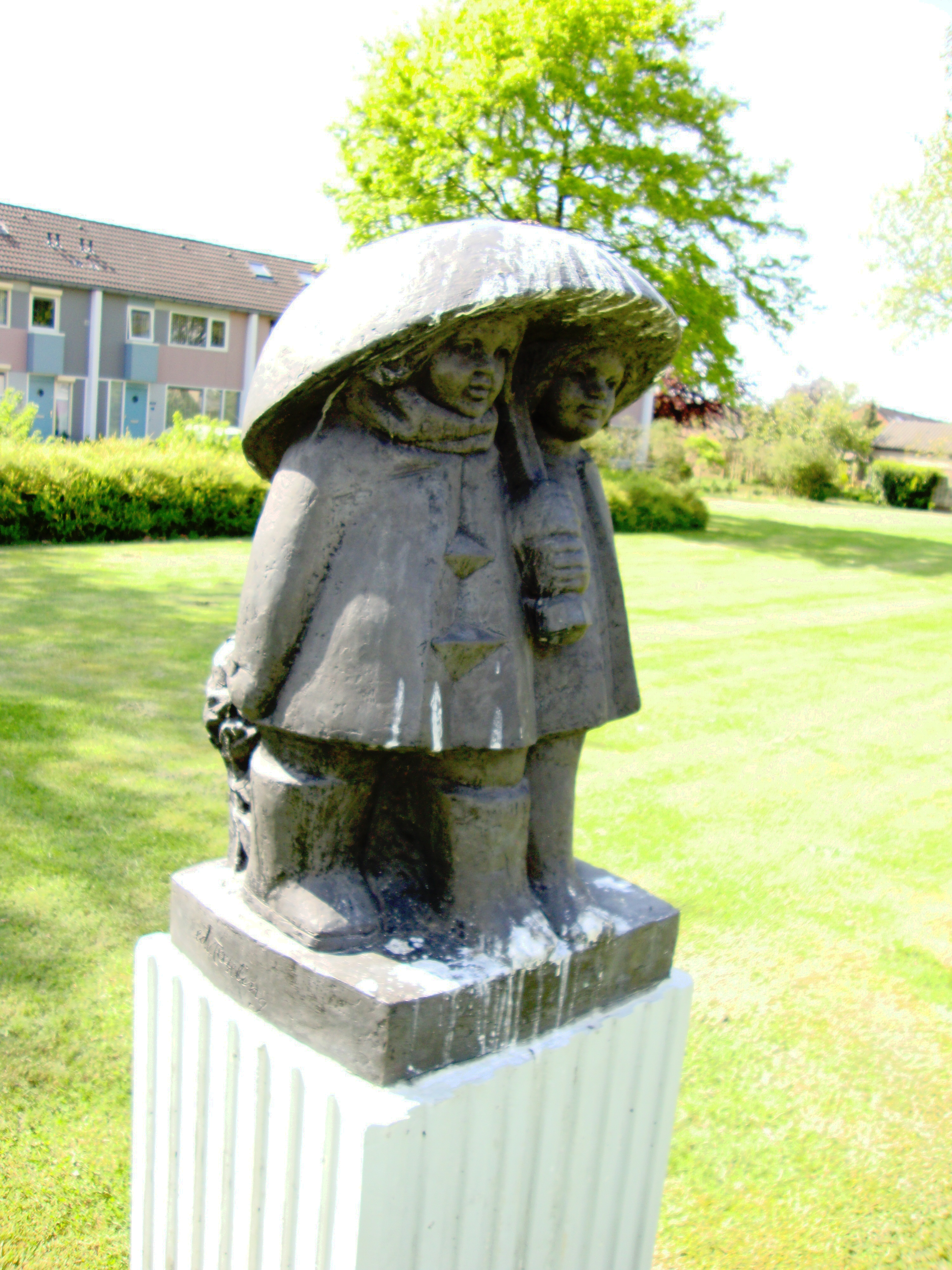
Standbeeld naar Anna Sutorius' kinderliedje: 'Onder moeders paraplu' (Ed van Teeseling, 1973) in Wijchen.

In de tweede helft van de twintigste eeuw nam de invloed van liedboeken af en het belang van radio/tv en van lp's/cd's toe.
Vanaf de jaren 1930/1940 begon er een geheel nieuw verschijnsel op het gebied van het kinderlied: op de radio werden radioprogramma's voor jonge kinderen uitgezonden. Hiervoor werden vele nieuwe liedjes geschreven, waarvoor de publieke omroepen gewoonlijk gevestigde liedschrijvers aantrokken die de kwaliteit van het aanbod voor hun jongste doelgroep moesten waarborgen. Een van de eerste en langst lopende programma's (bijna 30 jaar!) was AVRO's Kleutertje luister (1946-1975), waarin zowel traditionele kinderliedjes werden gezongen, als nieuwe kleuterliedjes van de hand van onderwijzer en musicus Herman Broekhuizen.
Door presentatrice Lily Petersen werden de nieuwe liedjes tijdens de uitzending echt 'aangeleerd' door ze gedurende de uitzending een aantal keer te herhalen, zodat de aanwezige groep kinderen en ook de jonge luisteraartjes thuis ze daarna uit het hoofd kenden. Een groot aantal van Broekhuizens kleuterliedjes werd zo bekend, dat men soms ten onrechte denkt dat het traditionele liedjes zijn, zoals: 'Elsje Fiederelsje', 'Opa Bakkebaard', 'Onder hele hoge bomen', 'Een treintje ging uit rijden', 'Helikopter, helikopter', 'Zie je de kastanjes aan de bomen?' en 'Piet heeft gesnoept van de pepernoten'. Zijn liedjes behoren tot de laatste cultuurliedjes die in de actieve zangbeoefening algemeen bekend raakten als traditionele kinderliedjes (volksliedjes).
Door het radioprogramma werden niet alleen een aantal liedboekjes, maar ook verschillende lp's met kinderliedjes  uitgebracht. Er verschenen vanaf de jaren 1940 (vanaf uitvinding langspeelplaat eind jaren 40) veel van zulke lp's (later cd's) voor kinderen. Onder meer bekende kinderkoren als De Leidse Sleuteltjes, de Damrakkertjes, de Karekieten, de Schellebellen en Kinderkoor Jacob Hamel brachten een of meerdere grammofoonplaten uit, met zowel nieuwe als bekende, traditionele kinderliedjes - en ook albums met sinterklaasliedjes en kerstliedjes.
In de jaren 1950-1960 verschenen er tientallen lp's met kunstkinderliedjes van de hand van Annie M.G. Schmidt, met veelal muziek van Harry Bannink, uitgevoerd door De Damrakkertjes, De Leidse Sleuteltjes, Kinderkoor Pippeloentje en vele andere kinderkoren. Bekende liedjes zijn 'Dikkertje Dap', 'Beertje Pippeloentje', 'De leeuw is los', 'De koningin van Lombardije', 'Drie ouwe ottertjes', 'De kippetjes van de koning', 'Het prinsesje Tierlantijn', 'Stekelvarkentjes wiegenlied' - en nog vele meer.
In diezelfde jaren werd ook een groot aantal versjes van Han G. Hoekstra op muziek gezet. Deze zijn meer gericht op jonge kinderen, zoals: 'In Impe Dimpe Langelaan', 'De stoker en de machinist' en 'De moeder van een duizendpoot'. Beiden ontvingen zij de Constantijn Huygens-prijs voor hun gehele oeuvre.
Het radioprogramma Kleutertje luister werd opgevolgd door Radio Lawaaipapegaai (1976-1978), dat de overstap maakte naar tv (1978-1982). De liedjes werden nieuw geschreven door Burny Bos en Joop Stokkermans, en door zangeres Wieteke van Dort en de groep aanwezige kinderen gedurende de uitzending meerdere keren herhaald. Bekende lawaaipapegaai-liedjes waren onder andere 'Brrr, wat is het koud', 'Wiebeltand' en 'Zand op je boterham'. Zij gaven twee lp's en vier boekjes uit, met zowel hun verhaaltjes als liedjes. Het programma werd bekroond met een Edison in 1978.
In 1980 werd kinderkoor Kinderen voor Kinderen opgericht door de VARA (doelgroep 8-12 jaar). Het koor brengt elk jaar een album uit met nieuw geschreven kunstkinderliedjes, dat wordt gepresenteerd met een televisieprogramma. Zij wonnen meerdere gouden en platina platen. Hun meest bekende liedjes zijn: 'Ik heb zo waanzinnig gedroomd' (1980) en 'Op een onbewoond eiland' (1981), beide van Herman Pieter de Boer en Tonny Eyk.
De Belgische meidengroep K3 brengt sinds 1998 kunstkinderliedjes voor een jonge doelgroep uit op popmuziek (wel kleuterpop of kinderpop genoemd), met liedjes als 'Heyo, heyah mama di heyo' (1999); 'Alle kleuren van de regenboog' (2001); 'Oma’s aan de top' (2001); en 'Kusjesdag' (2007) - steeds geschreven door het schrijfdriemanschap Peter Gillis, Alain Vande Putte en Miguel Wiels. K3 had een eigen kindertelevisieprogramma, maakte musicals en gaf zowel cd's als dvd's uit.
Voor veel kinderprogramma's voor radio of tv in de tweede helft van de twintigste eeuw werden nieuwe liedjes geschreven, waaronder Sesamstraat, Het Klokhuis, De Bereboot, De Stratemakeropzeeshow, De Film van Ome Willem en J.J. de Bom. Ook hiervoor werden gerenommeerde tekstdichters en toondichters aangetrokken, onder wie: Harry Bannink, Hans Dorrestijn, Karel Eykman, Ted van Lieshout, Ries Moonen, Jan Riem, Joop Stokkermans, Henny Vrienten en Willem Wilmink.
Deze liedjes (kunstkinderliedjes) waren op de eerste plaats gericht op uitvoering en luisteren (in plaats van actieve zangbeoefening, zoals volksliedjes) en ze werden maar zeer zelden opgenomen in de mondelinge traditie. Een uitzondering was het liedje 'Deze vuist op deze vuist', geschreven door Willem Wilmink en Harry Bannink (voor De Film van Ome Willem), dat wel in de volksmond terechtkwam. Van sommige kinderprogramma's op tv raakte (het refrein van) het beginliedje bekend, zoals van Swiebertje, 1955-1975 ('Daar komt Swiebertje / Rare Swiebertje') en Pipo de Clown, 1958-1980 ('Pipo de Clown en Mama Loe').
Andere programma's brachten juist de oude, traditionele kinderliedjes weer onder de aandacht, zoals Liedjes uit Grootmoeders Tijd (1995) van Bassie en Adriaan. Nog altijd is er een keur aan cd's te koop met de vaste groep aan traditionele kinderliedjes, zoals de reeks Oude schoolliedjes, de reeks Liedjes met een hoepeltje erom of bijvoorbeeld Wieteke van Dorts cd's Kortjakje is weer beter en Kun je nog zingen, zing dan mee - en ook nieuwe liedjes blijven volop op cd of dvd verschijnen.

#### Archivering en wetenschappelijk onderzoek
In 1954 werd door de Raad voor Volkszang het Nederlands Volksliedarchief opgericht. Het doel was om Nederlandse liedjes te verzamelen, vast te leggen en wetenschappelijk te bestuderen (zowel liedjes uit historische liedboekjes, als uit de volksmond).
Hieruit kwam in 1999 de digitale Nederlandse Liederenbank voort (Meertens Instituut). In deze databank zijn aan het begin van de eenentwintigste eeuw ruim 175 000 Nederlandse liederen beschreven, waaronder ruim 20 000 Nederlandstalige kinderliedjes. De Liederenbank is daarmee het meest uitgebreide wetenschappelijke archief voor kinderliedonderzoek in de Nederlanden.

#### Herwaardering Nederlandse kinderliedjes
Tot aan het laatste kwart van de twintigste eeuw waren de traditionele kinderliedjes algemeen bekend en werden ze van generatie op generatie doorgegeven. Sinds de tweede helft van de 20ste eeuw is de traditie van de actieve zangbeoefening afgenomen. Daarnaast is het zangonderwijs op een deel van de basisscholen opgegaan in muziekonderwijs of, nog algemener, kunst- of cultuuronderwijs, terwijl het aantal lesuren hiervoor gelijk bleef. Zo groeiden er kinderen op zonder deze liedjes nog te leren of te kunnen zingen.
Er zijn verschillende pogingen gedaan om Nederlandstalige kinderliedjes te herwaarderen en weer meer bekend te maken bij de jeugd. In Vlaanderen bestaat er bijvoorbeeld sinds 2004 het Kapitein Winokio-project, waarbij kinderliedjes door verschillende bekende Vlaamse personen en zangers worden opgenomen. Naast cd's brengt dit vennootschap ook teken- en doeboeken, liedboeken met partituren, poppen, dvd's en educatieve pakketten uit. Tevens maken zij radio en geven ze concerten.
In Nederland werd in 1946 de Gehrels Vereniging opgericht. Hun doel was (na)scholing te verzorgen aan musici en onderwijzers voor het geven van algemeen vormend muziekonderwijs. Het tijdschrift De Pyramide (van Gehrels Muziekeducatie) bevat lesmateriaal voor muziekles op de basisschool (tweemaal per jaar wordt hier een cd bij geleverd).
In 1989 werd de post-HBO-opleiding 'Muziek op schoot' opgericht (voor musici en leerkrachten). Het biedt een pedagogische methode voor muziekeducatie aan jonge kinderen en hun ouders en verzorgers. Muzikaal spel wordt aan dagelijks terugkerende gewoontes toegevoegd, zowel thuis, in de kinderdagopvang en in de lagere klassen van de basisschool. Hierbij wordt ook belang gehecht aan cultuuroverdracht.
De Nederlandse stichting Meer muziek in de klas zet zich er sinds 2014 voor in dat er op alle Pabo's weer het vak Muziek wordt onderwezen en dat alle basisscholen weer door alle leerjaren heen samenhangend muziekonderwijs gaan aanbieden. De stichting is in het leven geroepen door het ministerie van Onderwijs, Cultuur en Wetenschap. In het lessenpakket voor de schoolkinderen zitten ook lessen over zingen, maar het biedt geen structureel meerjarig zangonderwijs meer, waarmee de wettelijke regeling van 1857, dat elk kind door alle leerjaren heen recht heeft op zangles, stemvorming en kennismaking met de (kinder)liedcultuur in de Nederlandse taal, niet langer wordt toegepast.

### Afronding
De geschiedenis van het Nederlandse kinderlied – voor zover het is opgetekend en overgeleverd – beslaat vijf eeuwen en omvat, zoals aangegeven, een enorme omvang en een enorme verscheidenheid aan liedjes.
In die eeuwen hebben verschillende keren grote vernieuwingen plaatsgevonden. Toch zijn er ook enkele constanten aan te wijzen.
Ten eerste gaat het bij het overgrote deel van de liedjes om oorspronkelijk Nederlandstalig geschreven werk van Nederlandse en Belgische tekstdichters/componisten en liedschrijvers. Deze liedjes functioneerden dus niet alleen binnen de Nederlandstalige cultuur, maar kwamen hier ook uit voort. Daarmee vormt het kinderlied een belangrijk onderdeel van zowel de oorspronkelijk Nederlandstalige jeugdliteratuur en muziekgeschiedenis, als ook van de culturele geschiedenis van de Lage Landen.
Ten tweede: omdát de liedteksten voortkwamen uit de plaatselijke cultuur, weerspiegelen de grote vernieuwingsgolven in deze liedgeschiedenis de idealen en pedagogische opvattingen die hier op dat moment opgang deden.
Deze aspecten maken de kinderliedcultuur van belang voor archivering en wetenschappelijk onderzoek. Een lied blijft echter alleen onderdeel van de levende cultuur, zolang het wordt gezongen, of uitgevoerd en beluisterd. Bij dat zingen ligt ook het belang voor het kind, dat daarmee in aanraking komt met taal, melodie, bewegen en dansen, gedachten en gevoelens uiten in het samengaan van taal en klank, zich verbonden voelen met een groep, gedeelde cultuur en herinneringen. Essentieel voor de levende cultuur en voor de ontwikkeling van het kind is daarom het zingen met kinderen zelf, van zowel oude als steeds weer nieuwe kinderliedjes.

## Lijst van Nederlandse kinderliedjes
Hieronder staat een lijst van Nederlandse kinderliedjes. Het gaat om bekende liedjes die in de tweede helft van de twintigste eeuw of daarna zeker door kinderen zijn gezongen. De lijst is onderverdeeld naar herkomst en ouderdom.
De grenzen van de hieronder gebruikte indeling zijn niet haarscherp. Liedjes kunnen onder meerdere genres vallen of in de loop der tijd verschuiven (bijv. van klapliedje naar aftelliedje of van cultuurliedje naar anoniem volksliedje).
Deze lijsten zijn onvolledig: de Nederlandse Liederenbank bevat, zoals gezegd, een verzameling van ruim 20 000 kinderliedjes - en zelfs die is nog niet compleet.

### Traditionele kinderliedjes
Deze anonieme, mondeling overgeleverde kinderliedjes zijn in de negentiende of begin twintigste eeuw opgetekend uit de volksmond. De 'juiste versie' is niet meer te achterhalen, waardoor altijd alle varianten van zo'n liedje (het hele liedcomplex) tezamen worden bestudeerd.
- A B C D E F G (op de wijs van: 'Altijd is Kortjakje ziek')
- A B C, de kat liep in de sneeuw
- Achter de molen daar staat een bloem
- Alle eendjes zwemmen in het water
- Alles blij maakt de mei
- Alles in de wind, 't is maar een schipperskind
- Altijd is Kortjakje ziek (op de wijs van: 'Ah! vous dirai-je, maman', 1771)
- Amsterdam, die grote stad
- Arabine koeterine van je trif, troef, traf
- Berend Botje ging uit varen
- Bim bam beieren, de koster lust geen eieren
- Boer, wat zeg je van mijn kippen?
- Boven op de bergen, li, li, li, li, li
- Buiten in de biezen daar lei een hondje dood
- Constant heeft een hobbelpaard (of: Constance)
- Daar liep een oude vrouw op straat
- Daar vaart een man op zee, op de mosselzee
- Daar was laatst een meisje loos
- De kop van de kat was jarig
- Drie maal drie is negen
- Een karrepaard dat sjokt zo rustig en bedaard (knielied)
- Eun deun dip, inne kanne kip
- Een, twee, drie, vier, hoedje van papier
- Een twee drie vier vijf zes zeven / Wie zal ik een kusje geven
- Een, twee, in de maat, anders wordt de juffrouw kwaad
- En mevrouw van Roosendaal, die had vier ju-ju-juutjes
- En mijn één been staat en mijn ander moet marcheren
- Er was er eens een mannetje dat was niet wijs
- Er was er eens een vrouw die koeken bakken wou
- Er zat een aapje op een stokje
- En zo rijden wij te peerd op een ezel
- Goedenavond speelman
- Hansje pansje kevertje
- Hansje sjokken, trek hem aan zijn rokken
- Het regent, het regent (of: 'het zegent')
- Het sneeuwt, het plakt tegen de ruiten
- Hinkeldepinkel, daar komen wij aan
- Hoeperdepoep zat op de stoep
- Holderdebolder, we hebben een koe op zolder[55]
- Hop hop hop, paardje in galop
- Hop Marjanneke, stroop in 't kanneke
- Ik ben geboren in Frieseland
- Ik heb een mooi rood spiegeltje gevonden
- Ik stond laatst voor een poppenkraam
- Ik zou zo graag een koeike kopen, Annemarie Katrien
- In Den Haag daar woont een graaf
- In de maneschijn
- In een klein stationnetje (zie ook: 'Op')
- Jan mijne man wou ruiter worden
- Joepie Joepie is gekomen
- Katje, poesje Nelletje waar ben je toch geweest (lappenpop)
- Klap eens in je handjes
- Klein, klein kleutertje (uit het Duits)
- Klepperman van elleven, waar ga je zo laat naartoe
- Klikspaan, boterspaan, je mag niet door mijn straatje gaan
- Marijke, Marijke, wat kost er je groene thee
- Meiregen, maak dat ik groter word (naar het Duits)
- Mieke, hou je vast aan de takken van de bomen
- 'k Moet dwalen langs bergen en langs dalen
- Mooi Ietje Fietje, trek je baljurk aan
- Olifantje in het bos (op de wijs van: 'Altijd is Kortjakje ziek')
- Ollekebolleke rubisolleke (vuisten stapelen)
- Onder de brug bij Anke Franke
- Op een grote paddenstoel
- Op een klein stationnetje (zie ook: 'In')
- Oude Jan en jonge Jan
- Ozewiezewoze wiezewalla kristalla
- Paardje beslaan, wie heeft dat gedaan
- Poesje mauw, kom eens gauw
- Rijen, rijen, rijen in een wagentje
- Ri-ra-roets, we rijden met de koets
- Robinson, Robinson, reizen in een luchtballon
- Rom bom bom bie, een stuiver sigaren
- Rosalinda ging uit wandelen en zij nam haar zusje mee
- Schaapje, schaapje heb je witte wol
- Schip moet zeilen, scheepje ligt aan wal
- Schoorsteenveger ging op reis
- Schuitje varen, theetje drinken
- Schuitje varen over de zee, Marijke, ga je mee
- Slaap, kindje, slaap (slaapliedje, uit het Duits)
- Suja, suja, kindje, wat ben je toch weer (ook: bitter) stout (wiegeliedje)
- Suze Naanje, ik waige die (wiegeliedje)
- Tarara boemdiejee, de dikke dominee (afgeleid van straatliedje, 1894)[tl 32]
- Tikke takke tonen, varkentje in de bonen
- Toen Jonas in de walvis zat (jonassen)
- Torentje torentje bussekruit (vuisten stapelen)
- Twee emmertjes water halen
- Twee violen en een trommel en een bas
- Un dun dip, inne kanne kip
- Varen, varen over de baren
- Vrouw Mie is dood, waar is ze aan gestorven
- Wie gaat er mee naar de berg van Sint-André
- Wie komt daar aan, 't is het paard van dikke Daan
- 'k Zag twee beren broodjes smeren
- Zagen, zagen, wiedewiedewagen
- Zeg, ken jij de mosselman (uit het Engels: 'Do you know the muffin man')
- Zeg moeder, waar is Jan
- Zeg Roodkapje, waar ga je henen?
- Zo gaat de molen, de molen, de molen

### Verjaardagsliedjes
- Er is er één jarig
- Hij leve hoog
- Lang zal ze leven

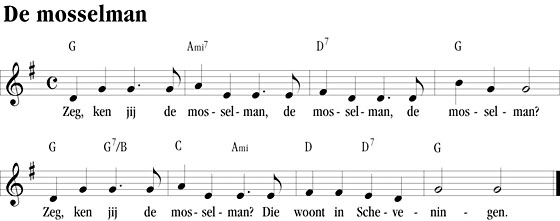

- O, wat zijn we heden blij, Peter is jarig
- Twee violen en een trommel en een fluit

### Klapliedjes, spelliedjes, dansliedjes
Zie hiervoor ook het artikel Kinderspel.
- Advocaatje ging op reis (met bewegingen; naar het Frans: 'Petit homme avocat')
- Daar kwam een jager bij juffrouw Tingelingeling (klapliedje)
- Een twee, kopje thee / Drie vier, glaasje bier (kaatseballen)
- Eerste was de cococo / Tweede was de modeshow (dansliedje, afgeleid van een Engels liedje)[tl 49]
- Er is een vrouw vermoord (klapliedje)
- Er zat een klein zigeunermeisje (kringspel)
- Groen is gras onder mijne voeten (dansje, spelletje)
- Heb je wel gehoord van de zevensprong (dansliedje)
- Hoofd, schouders, knie en teen (met bewegingen)
- Ik ga naar de markt en koop een koe (klapliedje)
- Ik heb een potje met vet al op de tafel gezet (herhaling)
- In Holland staat een huis (kringspel)
- In spin de bocht gaat in (touwtjespringen)
- Jan Huigen in de ton (kringspel)
- Kaatsebal / Ik heb je al (kaatseballen)
- Koekoek, zeg mij toch (touwtjespringen)
- Op de brug, heen en terug ('Sur le pont d'Avignon', dansliedje)
- Papegaaitje leef je nog? (klapliedje)
- 't Regent op de brug, maar ik word niet nat (dansliedje)
- Rode bessen lust ik graag (touwtjespringen)
- Schipper mag ik overvaren? (overlopertje)
- Twee boerenkinderen die dansen in de kring (dansliedje)
- Twee emmertjes water halen (dansliedje)
- Van voor naar achter, van links naar rechts ('Een Nederlandse Amerikaan') (met bewegingen)
- We maken een kringetje van jongens en van meisjes (met bewegingen)
- Wij zijn rijke marionse marionetten (spelletje)
- Witte zwanen, zwarte zwanen (kringspel)
- Zakdoekje leggen (spelletje)
- 'k Zou zo graag een ketting rijgen (spelletje)

### Rijmpjes
- A B C, de kat gaat mee
- Ben je boos? / Pluk een roos
- Daar komt een muisje aangelopen
- Duimelot is in het water gevallen (vingersprookje)
- Handje plak en een plakje toe
- Heb je al gehoord van die hollebollewagen (Hollebolle Gijs)
- Hik sprik sprauw, ik geef de hik aan jou
- Hortsik, paardje, rijden naar de stal (knielied)
- Iene miene mutte (aftelversje)
- Inkie pinkie, rood wit blauw
- Ju, ju, paardje met z'n vlassen staartje (knielied)
- Juffrouw Katrijntje zat achter 't gordijntje
- Kniebel knabbel knuisje, wie komt er in mijn huisje?
- Koen maak je m'n schoen
- Koppie stoot? / Apie dood
- Lientje leerde Lotje lopen
- Naar bed, naar bed, zei Duimelot (vingersprookje)
- Olleke bolleke rubisolleke (vuisten stapelen)
- Op de Bibelebonse berg
- Sliep uit, sliep uit
- Tingelingeling, deurtje open
- Waarom? Daarom / Daarom is geen reden
- Wat je zegt ben je zelf
- Welterusten, kop in 't kussen

### Kinderliedjes voor jaarfeesten
Jaarfeesten zijn jaarlijks terugkerende (van oorsprong meestal christelijke) feesten, zoals: Driekoningen, vastenavond, carnaval, (Palm)pasen, Sint-Maarten, Sinterklaas en kerst.
- Drie koningen, drie koningen, geef mij een nieuwe hoed
- Engeltje in de kerstboom (Herman Broekhuizen, 1972)
- Er kwamen drie koningen met ene ster
- Foekepotterij, foekepotterij, geef me een centje
- Haantje op een stokje, bedelt om een brokje
- Ik heb zo lang met de rommelpot gelopen
- Jan het is vastenavond, we komen niet thuis voor de avond
- Kip kap kogel, Sinte Maartens vogel
- Ons Pasen ons Pasen die komt aan, wij huppelen en springen
- Palm- Palmpasen, ei koerei
- Sint Maarten, Sint Maarten, de koeien hebben staarten
- Sinte Maarten vogeltje, met een rood rood kogeltje
- Vandaag is het Sint Maarten en morgen is het de kruk
- Vastenavond die komt aan, klop maar op de bussen
- Zing met Kerstmis samen een liedje van tierelier
- Zie ook de Lijst van sinterklaasliedjes en de Lijst van kerstliedjes voor kinderen

### Religieuze kinderliedjes
Het merendeel van de geestelijke kinderliedjes raakt niet algemeen landelijk bekend, maar enkel binnen de levensbeschouwelijke groep waarvoor het liedje geschreven is.
- Als alle kinderen op aarde / Hand in hand tezamen gaan
- Als goede kind'ren slapen zacht / Dan houden Eng'len trouw de wacht (muziek: Catharina van Rennes)
- De wereld is een toverbal / Geen mens weet hoe hij worden zal (Lex van Tuyl sr.)
- Eén is één, één God alleen / Twee stenen tafelen en ene God alleen (stapelliedje; tot 12 tellen)
- Ik ga slapen, ik ben moe / 'k Sluit mijn beide oogjes toe (uit het Duits, Luise Hensel)
- Jezus zegt dat hij hier van ons verwacht / Dat wij zijn als kaarsjes, brandend in de nacht (uit het Engels, Susan Bogert Warner, 1868)
- Kind'ren van één Vader / Reikt elkaar de hand (muziek: Catharina van Rennes)
- Kleine waterdropp'len, kleine korr'len zand (vert. uit Engels: Jacoba Mossel en Catharina van Rennes, ca. 1910)

### Liedjes voor vakantie, kamp, rond kampvuur, vierdaagse
- De paden op, de lanen in (A.L. de Rop en R. Hol, 1888)
- Dit is het einde, dat doet de deur dicht
- Eén twee drie vier, komt er nog wat van
- En dat we toffe jongens zijn, dat willen we weten
- En m'n tante uit Marokko als ze komt, hiep hoi
- En van je hela hola, houd er de moed maar in
- En we gaan nog niet naar huis, nog lange niet
- Hieperdepiep, het is vakantie (P. Geelhoed en J. Stokkermans)
- In de grote stad Zaltbommel ('de torenspits van Bi-Ba-Bommel')
- Kom mee naar buiten allemaal, dan zoeken wij de wielewaal (Andries Hartsuiker, canon)
- Op de fiets, tingelingeling, op de fiets
- Wat zullen we doen met de dronken zeeman (uit het Engels)
- We zijn er bijna, maar nog niet helemaal (op dezelfde wijs als: 'Oranje boven, leve de koningin')

### Canons voor kinderen
- Brand in Mokum (uit het Engels, 'London's burning')
- De bezem, de bezem, wat doe je ermee
- De haan is dood (uit het Frans: 'Le coq est mort')
- De rivier de Rhône is een wilde vloed
- De uil zat in de olme
- Grote klokken zeggen bim-bam, bim-bam (vertaling van Karl Karows canon 'Große Uhren gehen tick tack')
- Toemba, toemba, toemba (In het bos wonen indianen)
- Vader Jacob (of: 'Broeder Jacob') (uit het Frans, 1860)
- 't Zonnetje schijnt zo heerlijk schoon (W.H. de Groot)

### Volksliedjes
De volksliedjes zijn in drie groepen onderverdeeld. Deels gaat het om kinderliedjes die zijn afgeleid van veel oudere volksliedjes. Deels gaat het om volksliedjes van volwassenen die later voornamelijk nog als kinderliedje werden gezongen (dalend cultuurgoed). En deels om liedjes die kinderen leerden uit het schoolliedboek van Pollmann en Tiggers (volksliedjes die dus met name ná 1941 in het kinderlieddomein raakten).
Kinderliedjes afgeleid van volksliedjes
- Altijd is Kortjakje ziek (afgeleid van kluchtliedje 'Kortjakje seer hups en fijn', ca. 1700)
- Ik zei d'r van Japie sta stil (afgeleid van kermisliedje: 'Jaapje sta stil / Hoort eens wat ik u moet vertellen', 1759)
- In de maneschijn (afgeleid van kluchtliedje: 'S Avonds in een klaer maene schijn', 1751)
- Juffrouw, wilt u mijn marmotje eens zien (afgeleid van: 'Meysje, wil je mijn beesje eens zien', kermislied over dansende marmot, 1759)
- Sliep scheren en messen (afgeleid van kluchtliedje: 'Slijpschaar en Mesje', 1694)
- Tarara boemdiejee, de dikke dominee / Die heeft zijn gat verbrand al aan de kachelrand (afgeleid van een straatliedje in de jaren 1890 over een moord door een dominee)[tl 32]

Volksliedjes die voornamelijk of enkel nog door kinderen werden gezongen
(terug te vinden in kindercollecties als Boekenoogen, Van Hichtum, Van Vloten, padvindersliedboeken e.d.; dus in de mondelinge traditie vóór 1941)
- Aan d'oever van een snelle vliet
- Al die willen te kaap'ren varen
- Als de grote klokke luidt, de reuze komt uit
- Als hier een pot met bonen staat
- Daar was laatst een meisje loos
- Dat gaat naar Den Bosch toe
- De boer had maar enen schoen
- De uil die op de perenboom zat
- Drie schuintamboers (naar het Frans: 'Trois jeunes tambours s'en revenaient de guerre', 1745)
- Eén, twee, drie, vier, hoedje van papier
- Er was een oorlogsschip (of: 'Daar was')
- 'k Heb mijn wagen volgeladen
- Hop Marjanneke, stroop in 't kanneke
- Moeke, doar staait 'n vrijer oan de deur, fikedom, fikedom, fikederidom
- Wie wil er mee naar Wieringen varen
- Wij zijn al bijeen, al goe kadulletjes
- Zeg kwezelken wilde gij dansen

Volksliedjes die kinderen geleerd konden hebben uit schoolliedboek Pollmann/Tiggers
(vanaf 1941)
- Ain boer wol noar zien noaber tou
- Daar kwam eenen boer van Zwitserland
- Daar was een sneeuwwit vogeltje
- Des winters als het regent (over het 'loze vissertje')
- Komt, vrienden, in het ronden, minnaars van eenen stiel
- Mamma, 'k wil een man hê (Zuid-Afrikaans liedje)
- Mij Sarie Marais is zo ver van mij hart (Zuid-Afrikaans liedje)
- Mitte confitte kom t' avond thuis (kermislied)
- Molenaartjes wind is Zuidewind
- Plomperdje en zijn wijfje die zouden vroeg opstaan
- Vier weverkens zag men ter botermarkt gaan
- Wat zullen onze patriotjes eten, als zij in 't leger zijn
- Wel Anne-Marieken, waar gaat gij naar toe?

### Cultuurliedjes (va. 19e eeuw)
Kinderliedjes van bekende liedschrijvers of tekstdichters.
- Daantje zou naar school toe gaan (H. Bruining en H.J. den Hertog, 1900)
- De meimaand is in 't land, lief kind (Anna Fles en Catharina van Rennes, 1886)
- Er zaten zeven kikkertjes al in een boerensloot (J.P. Heije en T. Steenhuis, 1843)
- Drie kleine kleutertjes die zaten op een hek (Engelse tekst: Kate Greenaway (ca. 1878-1888), vert. en muziek: Catharina van Rennes)[tl 33]
- 'k Droomde gist'ren van een ventje (Simon Abramsz, 1915)
- Duifje met je blanke veren (J.P. Heije en J.W. Wilms, 1843)
- Een veldmuis vond in 't beukenbos (D. Tomkins en B. Diamant, ca. 1905)
- Hannes loopt op klompen (frater N. Doumen en P. Loots, 1908)
- In een groen knollenland (Jan Goeverneur en J. Worp, 1866)[33]
- Maantje tuurt, maantje gluurt al door de vensterruiten (H. Bruining en H.J. den Hertog, slaapliedje, 1892)
- Moriaantje zo zwart als roet (W.P. Razoux, ca. 1844)
- Onder moeders paraplu (Anna Sutorius en J.P. Wierts, 1910)
- Roodborstje tikt tegen 't raam, tin tin tin (Jan Goeverneur, 1837)[tl 20]
- Slaap zacht, mijn lieve popje (Poppenwiegelied, Agatha Snellen en Van Rennes)
- Tussen Keulen en Parijs (J.P. Heije, 1843)
- Toen onze mop een mopje was (Jan Goeverneur en J. Worp, 1866)[34]
- Word wakker, 't zonnetje is al op (Hendrika van Tussenbroek, 1900)
- Wij hebben twee kleine poesjes (Henriëtte Kriebel, 1902)

Schoolliedboek voor oudere kinderen
Negentiende-eeuwse cultuurliedjes die zijn opgenomen in de liedbundel Kun je nog zingen, zing dan mee, 1906; 41e druk 1986 (voor schoolkinderen vanaf ong. 8 jaar)
- De Hollandsche weiden die zijn er zoo malsch (S. Abramsz en L.A. van Tetterode)
- De paden op, de lanen in (A.L. de Rop en R. Hol)
- Een karretje op een zandweg reed (J.P. Heije en J.J. Viotta)
- Er schommelt een wiegjen in 't bloeiende hout (S. Abramsz en L.A. van Tetterode)
- Ferme jongens, stoere knapen (J.P. Heije en J.J. Viotta)
- Heb je van de zilveren vloot wel gehoord (Piet Hein) (J.P. Heije en J.J. Viotta)
- Het windje steekt op, hoor het roept ons naar zee (H. Gras en G.H. Harting)
- Hoe zachtkens glijdt ons bootje (P. Parson en W.H. de Groot)
- Hollands vlag, je bent mijn glorie (G.W. Lovendaal en J.P.J. Wierts)
- Ik zing er al van een Ruiter koen (J.P. Heije en J.J. Viotta)
- In een blauw geruite kiel (A. de Rop en R. Hol)
- In naam van Oranje, doe open de poort (A.J. Schooleman)
- In 't groene dal, in 't stille dal (J.P. Heije en J. Beltjens)
- Klein vogelijn op groenen tak (J.P. Heije en W. Smits)
- Langs berg en dal klinkt hoorngeschal, (De waldhoorn) (componist F. Silcher)
- O schitt'rende kleuren van Nederlands vlag (J.P. Heije en W. Smits)
- Oude jaar! o, laat ons rusten (godsdienstonderwijzeres Jacoba Mossel en Catharina van Rennes)
- Op de grote stille heide (P. Louwerse en J. Worp)
- Uren, dagen, maanden, jaren vliegen als een schaduw heen (Rhijnvis Feith en A. Albert)
- Wie gaat mee, gaat mee over zee? Houd het roer recht! (A.D. Loman)

### Liedjes van radio en tv
Uit kinderprogramma's vanaf de jaren 1940.
- Brrr, wat is het koud (Burny Bos en Joop Stokkermans)
- Chauffeurtje, mag ik mee (Herman Broekhuizen)
- Deze vuist op deze vuist (Willem Wilmink en Harry Bannink)
- Dwarrel, dwarrel, wat is er aan de hand (B. Bos en J. Stokkermans)
- Een treintje ging uit rijden (H. Broekhuizen)
- Elsje Fiederelsje[tl 38] (H. Broekhuizen)
- Helikopter, mag ik met jou mee omhoog (H. Broekhuizen)
- Herfst, herfst, wat heb je te koop (H. Broekhuizen)
- Jarig Jetje zou tracteren (Jacob Hamel)
- Onder hele hoge bomen (H. Broekhuizen)
- Opa Bakkebaard heeft een huisje (H. Broekhuizen)
- Vlieg op, dikke vlieg, dikke bromvlieg (H. Broekhuizen)
- Wiebeltand, olifant, wat is er aan de hand (B. Bos en J. Stokkermans)
- Zand op je boterham (B. Bos en J. Stokkermans)
- Zie je de kastanjes aan de bomen (H. Broekhuizen)

### Recente kinderliedjes
- Af en toe gaan pa en moe met ons naar de speeltuin toe (vert. uit Duits door Bob Bleyenberg, 1951)
- Beertje Pippeloentje (Annie M.G. Schmidt en P. van Westering, 1958)
- De kippetjes van de koning (A.M.G. Schmidt en P. van Westering, 1958)
- De moeder van een duizendpoot is vrees'lijk ontevreden (Han G. Hoekstra en T. Weidner-van der Staay)[50]
- De stoker en de machinist, die hebben de trein gemist (Han G. Hoekstra en T. Weidner-van der Staay, 1953)[50]
- Dikkertje Dap (A.M.G. Schmidt en P. van Westering, 1958)
- Dubbele Jan, die ziede niemeer op de kermis staan (H. Beex en Floris van der Putt, 1950)
- Een kabouter met een hele lange baard (Marianne Busser en Ron Schröder)
- Ik heb zo waanzinnig gedroomd (Herman Pieter de Boer en Tonny Eyk, 1980)
- In Impe Dimpe Langelaan (Han G. Hoekstra en Wim Meybaum)[50]
- Kleertjes uit, pyjamaatjes aan (Hooykaas, Vuik en Schoepen; slaapliedje 1963)
- Naar Luilekkerland, naar de overkant (vert. uit Duits door Bob Bleyenberg, 1951)
- Op een onbewoond eiland (Herman Pieter de Boer en Tonny Eyk, 1981)
- Rijden, rijden, rijden in een autobus (Hans Peters jr.)
- Stekelvarkentjes wiegelied (A.M.G. Schmidt en P. van Westering, 1958)
- Tante en oom in Laren (A.M.G. Schmidt en P. van Westering, 1958)
- Visje, visje in het water (Marijke Ram en Job Eppen)
- We zaten met een zucht (De zeppelin)
- Woutertje kaboutertje (Hans Peters jr.)

## Lijst van anderstalige kinderliedjes
Engels
- Baa baa black sheep
- Happy birthday to you
- Hickory dickory dock
- Humpty Dumpty
- Hush little baby
- If you're happy
- Mary had a little lamb
- Old McDonald had a farm
- Row, row, row your boat (canon)
- The wheels on the bus
- Ten little niggers ('Tien kleine negertjes')
- Three little fishes ('Drie kleine visjes')

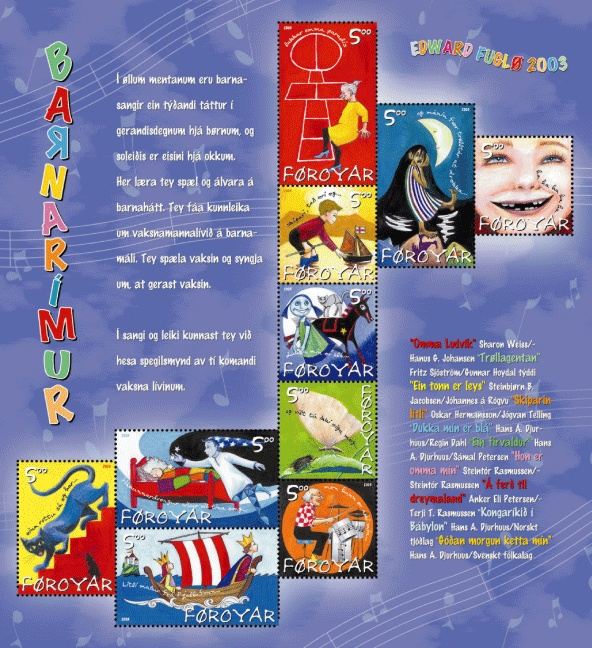
Kinderliedjes op een postzegel uit de Faeröer (Denemarken).

- Twinkle twinkle little star (melodie: 'Altijd is Kortjakje ziek')
- Three blind mice

Frans
- Alouette
- Au clair de la lune
- Le coq est mort, le coq est mort (canon)
- Sur le pont d'Avignon

Duits
- Als unser Mops ein Möpschen war' (Hoffmann von Fallersleben)
- Heut kommt der Hans nach Haus (canon)
- Mairegen macht, daß man größer wird (Hoffmann von Fallersleben)
- O du lieber Augustin
- Schlaf, Kindche, schlaf / Der Vater hüt die Schaf

Andere talen
- Burung kakatua (Indonesisch)
- Faya sitong no brong mi so (Surinaams)
- Hine e Hine (Maori)